# Saison 2011-2012 du FC Barcelone
 (décembre 2012).
Maillots
Chronologie
Saison précédente Saison suivante
Cette saison fait suite à la saison 2010-2011 qui a vu le FC Barcelone remporter la Supercoupe d'Espagne, le championnat d'Espagne et la Ligue des Champions.
Lors de la saison 2011-2012, le FC Barcelone est engagé dans six compétitions officielles : championnat d'Espagne, Ligue des Champions, Coupe du monde des clubs, Coupe d'Espagne, Supercoupe d'Espagne et Supercoupe d'Europe.
Josep Guardiola et son adjoint Tito Vilanova prolongent leur contrat d'une année comme convenu. C'est leur quatrième saison depuis leur arrivée sur le banc blaugrana.
Les principales incorporations sont celles de l'international espagnol Cesc Fàbregas et de l'attaquant chilien Alexis Sánchez tandis que Bojan Krkic, Gabriel Milito, Jeffrén Suárez et Maxwell quittent le club.
Lors de cette saison, le Barça remporte quatre titres : Coupe du monde des clubs, Coupe du Roi, Supercoupe d'Espagne et Supercoupe de l'UEFA.

## Juillet
Le 1er juillet, le FC Barcelone libère Víctor Sánchez, milieu de la cantera âgé de 23 ans, membre de l'équipe première en 2008-2009, et prêté à Xerez en 2009-2010 et à Getafe en 2010-2011.
Le 4 juillet, Andreu Fontàs, latéral du FC Barcelone B, est promu en équipe première. Il avait rejoint le groupe de manière permanente le 16 mars pour remplacer Éric Abidal victime d'une tumeur.
Le 21 juillet, l'ailier du club italien Udinese Calcio Alexis Sánchez s'engage pour cinq ans avec le FC Barcelone, contre une indemnité de transfert de 26 millions d'€ et 11.5 millions de bonus. Alexis devient à l'époque le premier chilien à porter la tunique blaugrana. Le lendemain, le FC Barcelone annonce que Bojan Krkic s'engage pour cinq ans avec l'AS Roma, où il retrouvera l'ancien entraîneur de l'équipe B de Barcelone, Luis Enrique. L'indemnité de transfert s'élève à 12 millions d'€, avec un traité de rachat obligatoire de 13 millions d'€ après deux ans. Au cas où l'AS Roma souhaiterait le garder, l'équipe romaine devrait verser 28 millions d'€ supplémentaires.

## Août

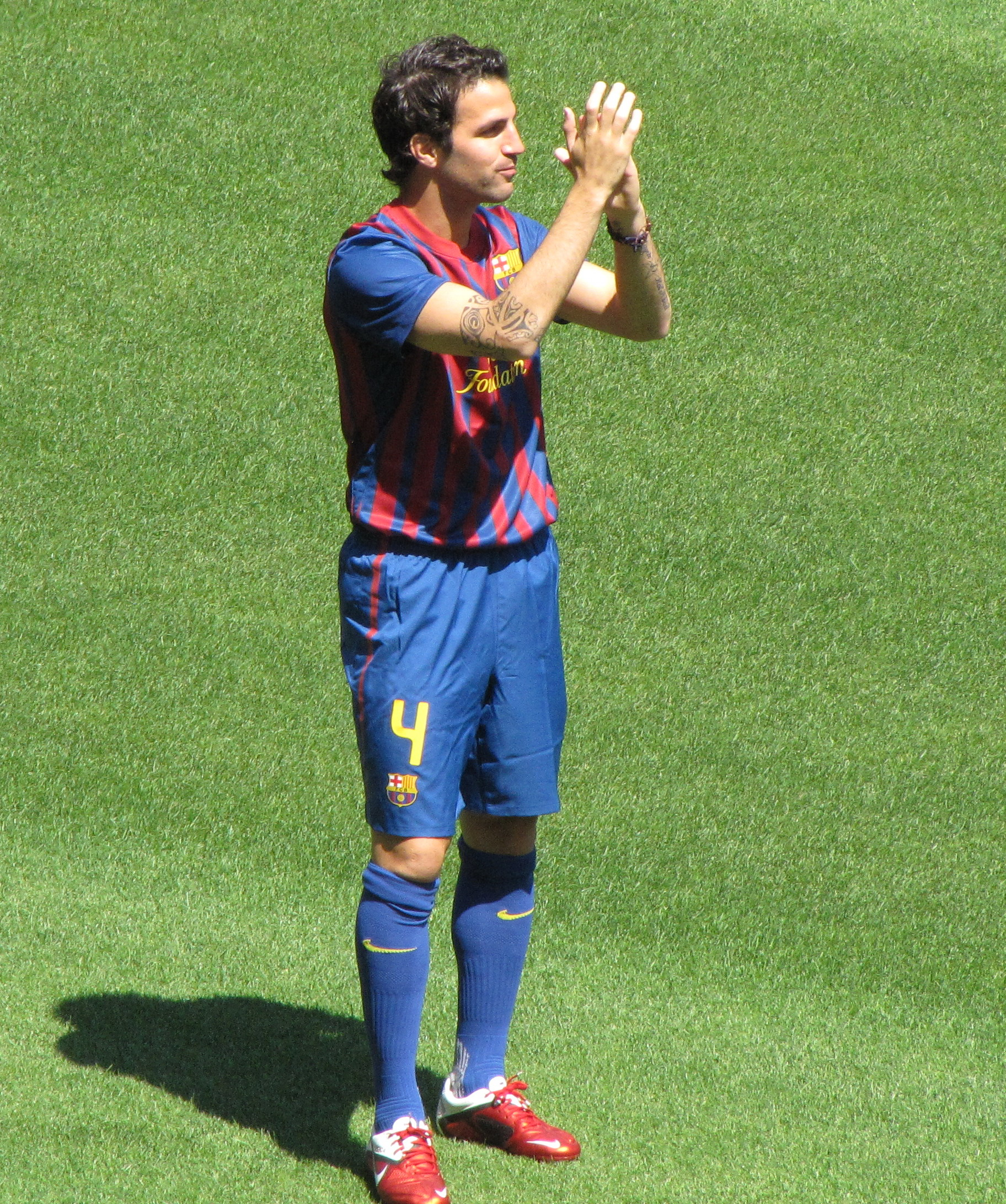
Cesc Fàbregas de retour au Barça.

Après une tournée de matches amicaux en Croatie, aux États-Unis, et en Allemagne (où Thiago Alcantarà est la révélation côté barcelonais), c'est le 14 août que le FC Barcelone débute vraiment, avec un déplacement au Bernabéu pour le premier match de la Supercoupe d'Espagne face au Real Madrid. L'équipe locale domine les débats face à des blaugranas en manque d'entraînement, et marque le premier but par l'intermédiaire du milieu de terrain allemand Mesut Özil (10e), bien vu par l'avant-centre français Karim Benzema. Barcelone est au bord de la rupture et c'est alors qu'un miracle intervient : le but de la rédemption de Villa, trouvé par Lionel Messi, d'un tir en pleine lucarne (35e). Lancé par une tête du chilien Alexis Sánchez, Lionel Messi résiste au défenseur portugais Pepe et donne l'avantage à l'équipe culé (45e). La deuxième période équilibre la rencontre, ce qui n'empêche pas le milieu récupérateur espagnol Xabi Alonso de marquer d'un tir de vingt mètres dans une forêt de barcelonais (55e). C'est un heureux match nul 2 à 2 pour le Barça qui fait preuve de beaucoup de réalisme à l'extérieur.
Le FC Barcelone et le club anglais Arsenal FC rendent officiel le transfert de Cesc Fàbregas, produit de La Masia, vers le club blaugrana. Fàbregas signe un contrat de cinq ans avec l'équipe catalane. Le montant de l'échange est de 30 millions d'euros environ, avec 11 millions d'€ de bonus en fonction du rendement et des titres obtenus au fur et à mesure par le milieu de terrain.
Le 17 août au Camp Nou, le FC Barcelone aborde à domicile avec confiance le deuxième match de la Supercoupe d'Espagne contre le Real Madrid. Lionel Messi, lumineux, évite 3 madrilènes au centre du terrain, et lance Andrés Iniesta qui marque d'un lob (15e). Mais l'ailier portugais Cristiano Ronaldo remet les pendules à l'heure (20e). Il détourne le tir de Karim Benzema dans le but culé. Lionel Messi combine de la poitrine avec Gerard Piqué qui lui remet du talon et porte à nouveau la charge en faveur de Barcelone (43e). Karim Benzema à la réception d'un médiocre dégagement d'Adriano Correia, est auteur du but de la prolongation (81e). Adriano Correia, coupable pour le but de Benzema, centre pour Lionel Messi qui marque le but de la victoire d'un tacle aérien (89e). Barcelone l'emporte 3 à 2 et remporte une 3e Supercoupe d'Espagne consécutive. Messi, auteur de 8 unités, détient maintenant le record de buts de la compétition.
À cause d'une grève des joueurs de la Ligue Espagnole de Football (LFP), la Liga ne débute pas le 20 août. Le FC Barcelone remporte le Trophée Joan Gamper face à Napoli avec une goleada 5 à 0 au Camp Nou (buts de Fàbregas, Keita, Pedro, et Messi deux fois). Francesc Fàbregas marque un premier but avec la première équipe blau-grana. Le 25 août 2011, pour la Ligue des champions, Barcelone obtient un tirage favorable. Le club est placé dans le Groupe H de la compétition avec le AC Milan, le BATE Borissov, et le FC Viktoria Plzen. Le lendemain, à Monaco, a lieu un match de Supercoupe d'Europe entre le vainqueur de la Ligue des champions, le FC Barcelone, et le vainqueur de la Ligue Europa, le FC Porto. Lionel Messi intercepte un retrait portugais, feinte le portier, et marque le premier but de la partie (37e). Cesc Fàbregas contrôle de la poitrine un piqué de l'argentin et tue le match d'une reprise de l'extérieur du pied droit (87e). Barcelone gagne 2 à 0 et décroche une 4e Supercoupe d'Europe. C'est le quinzième titre en Europe glané par Barcelone (un nouveau record établi par la Pep Team[Quoi ?]). Léo Messi a marqué au moins un but dans chaque compétition majeure en club et en équipe nationale argentine.
Le FC Barcelone débute en Liga le 29 août face à Villarreal avec une goleada 5 à 0 à domicile (buts de Thiago Alcantara, Cesc Fàbregas, Alexis Sánchez, et Léo Messi par deux fois). Cesc marque son premier but en Liga, Alexis Sánchez marque son premier but avec la première équipe blau-grana, et Messi marque ses 100e et 101e buts au Camp Nou.

## Septembre
Le 10 septembre, le FC Barcelone, victime du virus FIFA et remanié, loupe une victoire facile à Anoeta contre la Real Sociedad (2-2), en Liga. Alexis Sánchez, lancé en profondeur par Cesc Fàbregas, remet pour Xavi qui marque (10e). Les catalans enfoncent le clou grâce à un type de mouvement identique, avec Xavi au départ pour Fabregas puis Pedro. Le gardien évince la tentative du canarien mais Cesc est là pour reprendre (11e). Philippe Montanier ordonne aux txuri-urdin d'empêcher les blau-granas d'évoluer avec un marquage rugueux en deuxième période. Une tactique qui va marcher pour les locaux, car grâce à un centre de Xabi Prieto, Aguirretxe réduit la marque de la tête (58e). Celui-ci intercepte dès l'engagement un médiocre retrait de David Villa aux vingt-cinq mètres et cogne la barre. Mais Griezmann est à la réception pour égaliser de la tête (60e). Lionel Messi et Andrés Iniesta, ménagés, ne changent rien à leur entrée à trente minutes de la fin. L'équipe blau-grana perd Alexis, victime d'un tacle d'Estrada, pour deux mois.
Le 13 septembre, le FC Barcelone commence la Ligue des Champions avec un match nul (2-2) contre l'AC Milan, au Camp Nou. Pato accélère au centre du terrain et marque d'un plat du pied droit (1er). Milan est regroupé. Côté gauche, Messi élimine Nesta et Abate et détecte Pedro, qui devance le retour du gardien pour trouver le chemin du but (36e). Puis Andrés Iniesta, victime d'une rupture du fémoral gauche, est remplacé par Fàbregas (38e). Le manchego est contraint d'être éloigné de la compétition pour un mois. David Villa donne l'avantage aux blau-granas, qui ont le match en main, d'un magnifique coup franc (51e), mais Thiago Silva égalise de la tête (93e).
Le 17 septembre, le FC Barcelone humilie Osasuna (8-0) au Camp Nou, en Liga (coup du chapeau de Léo Messi, et buts de Fàbregas, Xavi, et Villa par deux fois). Cet exploit à domicile coïncide avec la plus grande victoire blau-grana en Liga qui permet au club de rebondir dans la compétition.
Le 21 septembre, le FC Barcelone et le Valence CF font match nul (2-2) au Mestalla, en Liga. Une rencontre où l'équipe blau-grana répond deux fois aux buts valencians d'Abidal (C.S.C. 13e) et Pablo (23e) avec Pedro (15e) et Fabregas (77e). L'arbitre oublie deux penalties pour Messi.
Le 24 septembre, goleada (5-0) du FC Barcelone au Camp Nou face à l'Atlético Madrid, en Liga (but de Villa, et coup du chapeau de Lionel Messi).
Le 28 septembre, le Barca anéantit le FC BATE Borisov (5-0) à Minsk, et réagit en Ligue des Champions (C.S.C. de Volodzko, et buts de Pedro, Villa, et Messi deux fois). Lionel Messi égale le record de Kubala, avant-centre hongrois des années 1950, auteur de 194 buts avec l'équipe blau-grana. À noter un Messi en grande forme en ce mois de septembre (huit buts et cinq p.d.).

## Octobre
Le 2 octobre, le FC Barcelone obtient une première victoire à l'extérieur en Liga face au Sporting Gijon (1-0) grâce à un but d'Adriano (13e) et prend la tête de la Liga, à égalité avec Levante.
Le 15 octobre, le FC Barcelone, de retour de trêve internationale, bat le Racing Santander (3-0) au Camp Nou, en Liga (doublé de Lionel Messi et but de Xavi). Lionel Messi bat le record de buts du hongrois Kubala, légende du FC Barcelone, et avec 196 buts, devient le détenteur du deuxième record de buts du club.
Le 19 octobre, le FC Barcelone bat les tchèques du Viktoria Plzen (2-0) au Camp Nou, en Ligue des champions (but de A.Iniesta et Villa). Cuenca débute avec la première équipe de Barcelone.
Le 22 octobre, un pénalty raté par Lionel Messi à la 94e minute du match de Liga au Camp Nou contre le FC Séville contraint le FC Barcelone à un piètre match nul à domicile (0-0). L'équipe de Kanouté doit ce résultat en grande partie à leur gardien, Varas, auteur d'une performance cinq étoiles dans les buts.
Le 25 octobre, un coup franc victorieux de Xavi permet aux azul-granas d'obtenir 3 points, au Nuevo Los Cármenes de Grenade (1-0) en Liga.
Le 29 octobre, retour en grâce du club à domicile, avec une goleada 5 à 0 du FC Barcelone au Camp Nou face au RCD Majorque, en Liga (coup du chapeau de Lionel Messi, puis deux réalisations de Isaac Cuenca et Daniel Alvès). Cuenca y marque son premier but avec la première équipe blaugrana.

## Novembre

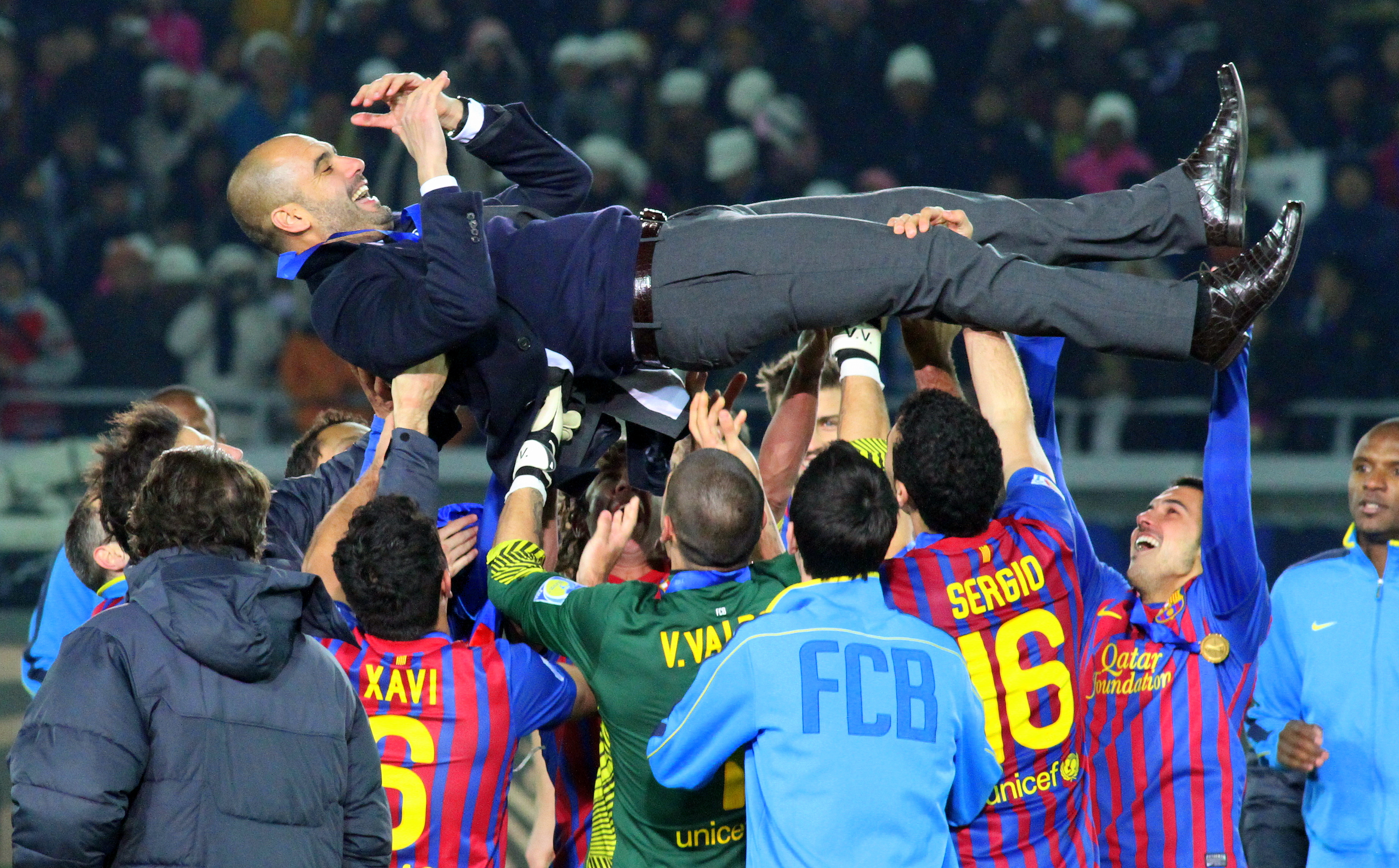
Célébrations du FC Barcelone lors de la Finale de la coupe du monde des clubs 2011 avec Pep Guardiola, les joueurs du FC Barcelone 2011/2012.

Le 1er novembre, le FC Barcelone bat le Viktoria Plzen (4-0) à Prague en République tchèque, en Ligue des champions (coup du chapeau de Lionel Messi, et but de Cesc Fábregas). Lionel Messi répond aux critiques des médias espagnols qui le concernait par deux coups du chapeau en 3 jours (face au RCD Majorque et face au Viktoria Plzen) et dépasse la barre des 200 buts au club blau-grana. Víctor Valdés garde vierge la cage blau-grana 877 minutes et bat le record d'invincibilité d'un gardien au FC Barcelone. France Football publie une liste de 23 joueurs retenus pour le FIFA Ballon d'or. Huit barcelonais sont présents : Eric Abidal, Daniel Alves, Lionel Messi, Xavi Hernandez, Andrés Iniesta, Carles Puyol, Cesc Fàbregas, David Villa, Gérard Piqué.
Le 6 novembre, le FC Barcelone décroche un point à San Mamés contre l'Athlétic Bilbao (2-2), en Liga. L'équipe blau-grana répond aux buts de Herrara (20e) et Llorente (80e) deux fois par Fabregas (25e) et Messi (90e). Barcelone est relégué à la deuxième place, devancé par le Real Madrid.
Le 9 novembre, le FC Barcelone bat l'Hospitalet à La Feixa (1-0) au premier tour de la Coupe du Roi grâce à un but d'Andrés Iniesta (43e).
Le 19 novembre, le FC Barcelone, de retour de trêve internationale, bat le Real Zaragoza (4-0) à domicile en Liga (Buts de Piqué, Messi, Puyol, et Villa).
Le 23 novembre, le FC Barcelone obtient de manière définitive la première place en Ligue des champions au Meazza contre l'AC Milan (3-2). Ibrahimović (21e), et Kévin-Prince Boateng (53e) marquent pour Milan. Van Bommel (o.g. 14e), Messi (31e pénalty), Xavi (63e) donnent la victoire au Barca. Tito Vilanova, l'entraineur auxiliaire du club, est opéré de la parotide.
Le 26 novembre, première défaite de la saison pour le FC Barcelone, au Coliseum Alfonso Pérez de Getafe avec un but de Juan Valera (68e) côté madrilène (1-0), en Liga. Le FC Barcelone, relégué à 6 points du leader, le Real Madrid, a un genou à terre. Lionel Messi a touché le poteau.
Le 29 novembre, le FC Barcelone relève la tête (4-0) à domicile contre le Rayo Vallecano (doublé de Sanchez, et buts de Villa et Messi). Tout va pour le mieux à domicile pour les catalans.

## Décembre

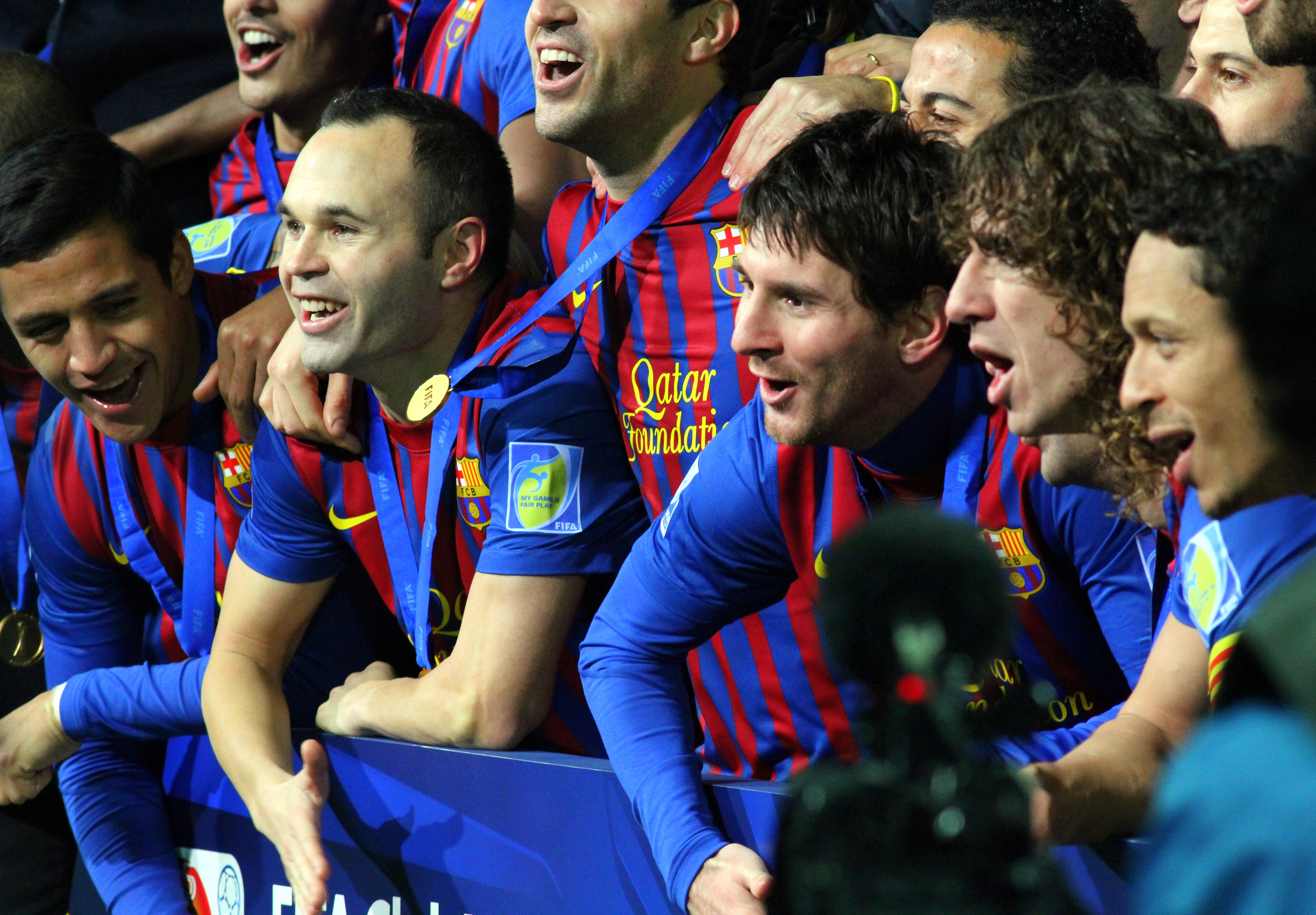
Le FC Barcelone célébrant la victoire de la Coupe du monde des clubs de la FIFA 2011.

Le 3 décembre, le FC Barcelone vient à bout de Levante (5-0), équipe révélation, à domicile en Liga (doublé de Fabregas, et buts de Cuenca, Messi, Sanchez).
Le 6 décembre, le FC Barcelone, avec une équipe "B", bat le FC BATE Borisov (5-0) à domicile, en Ligue des champions (doublé de Pedro, et buts de Roberto et Montoya). L'équipe blaugrana est en tête du groupe H avec 16 points (5 victoires et 1 nul, 20 b.e. et 5 b.c.).
Le 10 décembre, le FC Barcelone bat le Real Madrid 3 à 1 au Santiago Bernabéu en Liga (buts de Sanchez, Xavi, Fabregas). L'avant-centre français du club merengue Karim Benzema, bénéficiaire d'une manœuvre gauche de Victor Valdès, marque le but le plus rapide de l'histoire du derbi espagnol (1er). Lancé par Lionel Messi, qui accélère et fixe quatre merengues au milieu de terrain, Alexis Sanchez devance Pepe et Fábio Coentrão et égalise d'un tir croisé à la demi-heure (30e). Xavi marque le but de la victoire pour Barcelone d'une tentative de trente mètres (53e). Un tir détourné par le pied du latéral brésilien Marcelo dans la cage d'Iker Casillas. Andrés Iniesta et Lionel Messi déclenchent un contre rageur et lancent Daniel Alves, lequel d'un centre parfait trouve Cesc Fàbregas au deuxième poteau qui tue le match d'une tête plongeante (66e). Le match au Bernabéu est le 600e de Xavi au club blau-grana.
Le 15 décembre, le FC Barcelone, vainqueur de la Ligue des champions de l'UEFA, débute la Coupe du monde des clubs avec une victoire 4-0 (doublé d'Adriano, et buts de Keita et Cabelino) contre Doha, vainqueur de la Ligue des champions de l'AFC. Pendant la rencontre, David Villa est victime d'une fracture du tibia qui va l'éloigner des terrains pour 6 mois. Le lendemain, pour le tirage au sort des huitièmes de finale de la Ligue des champions, le FC Barcelone tombe contre le Bayer Leverkusen, vice-champion d'Allemagne.

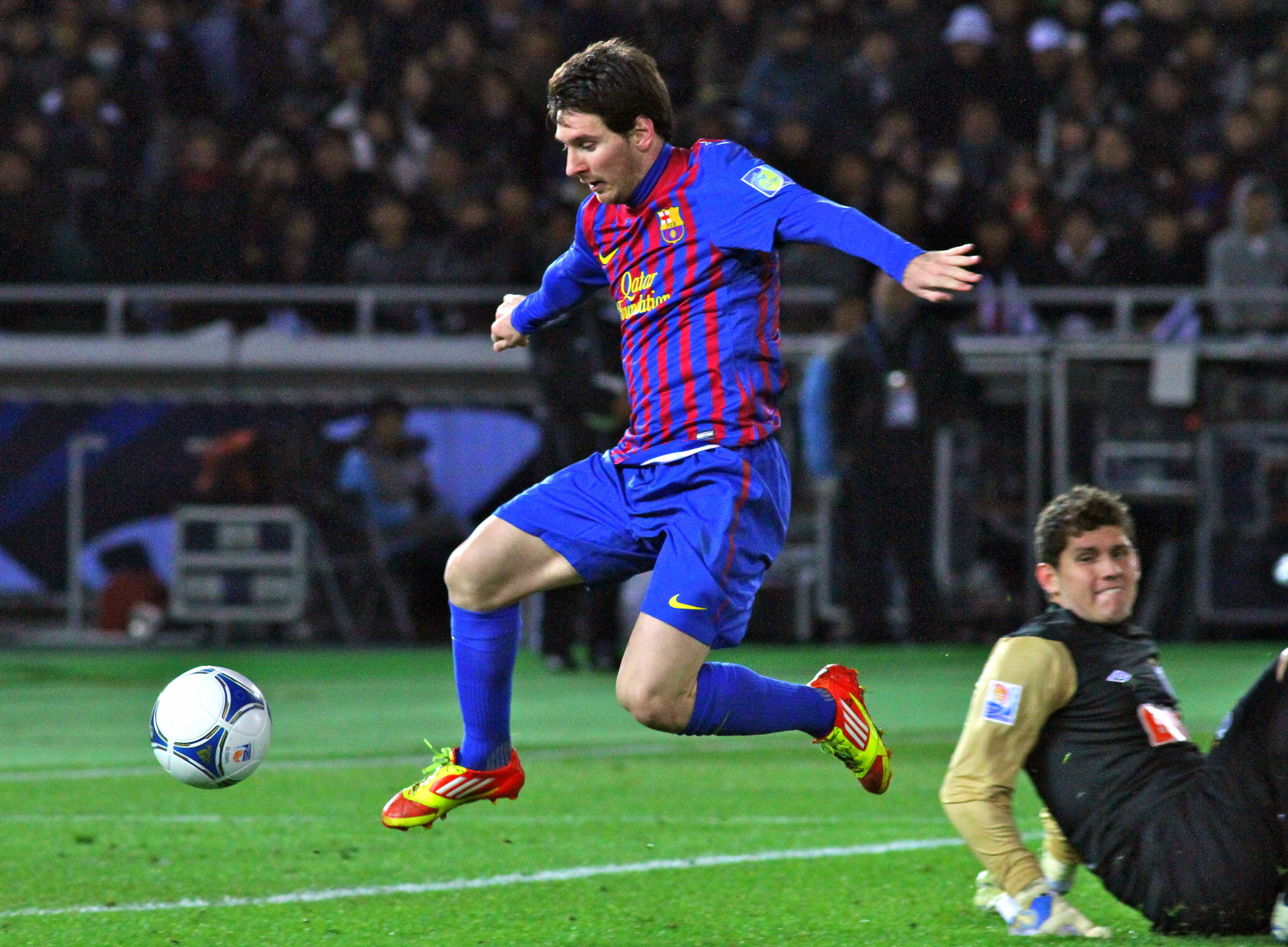
Lionel Messi lors de la Coupe du monde des clubs de la FIFA.

Le 18 décembre, le club remporte un 3e titre, la Coupe du monde des clubs, contre
Santos FC, vainqueur de la Copa Libertadores (4-0) en finale, au Japon (doublé de Messi, et buts de Xavi et Fabregas). Pep Guardiola aligne contre l'équipe de Pelé neuf joueurs formés au club dans le onze de départ.
Le 22 décembre, le FC Barcelone, avec un onze de départ 100 % espagnol et 100 % « canterano » (excepté le gardien Pinto formé au Betis), clôture l'année avec une victoire-record 9 à 0 à domicile contre CE L'Hospitalet (10-0 cumulé), en 16e de finale de Coupe du Roi (doublés de Tello, Cuenca, Thiago, et buts de Pedro, Xavi, Iniesta).

## Janvier
Le 4 janvier, le FC Barcelone commence l'année avec une victoire 4 à 0 à domicile contre Osasuna, en huitième de finale de Coupe du Roi (buts de Cesc Fabregas et Lionel Messi). L'argentin, forfait à l'origine pour une fièvre et des maux de ventres, entre à la 58e minute, et marque deux buts (73e et 93e).
Le 8 janvier, à Cornellà El Prat, la première manche en Liga du derbi barceloni entre le FC Barcelone et le RCDE est un match nul (1-1). Cesc Fàbregas marque le premier pour les blau-granas (16e) mais Alvaro Vazquez réplique de manière héroïque pour les perequitos (86e). L'arbitre de la rencontre oublie un pénalty en faveur de Pedro à la 90e minute. Daniel Alves est victime de racisme de la part des supporters locaux. Mauricio Pochetino, l'entraîneur de l'Espanyol, condamne l'action "C'est quelque chose que l'on veut éradiquer". Le lendemain, l'équipe française du Paris Saint-Germain achète le Brésilien Maxwell, latéral gauche de Barcelone, pour 4 millions d'€.
Le 9 janvier 2012 à vingt heures, Lionel Messi remporte pour la 3e fois consécutive le FIFA Ballon d'or 2011 à l'âge de 24 ans, ainsi le FC Barcelone devient l'équipe détentrice du record de titrés. Pep Guardiola remporte le Prix de l'entraîneur de l'année. Cinq joueurs du Barça figurent dans le onze idéal de l'année FIFA : Alves, Piqué, Iniesta, Xavi et Messi.
Le 12 janvier, le FC Barcelone gagne (2-1) au Reino de Navarra contre Osasuna, en huitième de finale de Coupe du Roi, grâce aux entrées régénératrices de Lionel Messi et Sergio Busquets en deuxième mi-temps (buts de Alexis Sànchez et Sergi Roberto). Andreu Fontàs, victime d'une rupture du ligament du genou droit, est indisponible pour 6 mois.
Le 15 janvier, le FC Barcelone remporte 3 points capitaux (4-2) contre le Real Betis à domicile, en Liga (doublé de Lionel Messi, et buts de Xavi et Alexis) pour revenir à cinq longueurs du Real Madrid. Le match contre les Beticos est le 100e de Sergio Busquets au club blaugrana et la 100e victoire de Pep Guardiola en Liga.
Le 18 janvier, le FC Barcelone bat le Real Madrid 2 à 1 au Santiago Bernabéu en quart de finale de Coupe du Roi. Cristiano Ronaldo fixe Gerard Piqué et marque d'un boulet de canon du pied gauche (10e). Au début de la deuxième période, le FC Barcelone obtient un corner que tire Xavi Hernandez. Il trouve le capitaine Carles Puyol qui marque de la tête aux 6 mètres (50e). Les catalans dominent. Lionel Messi tergiverse plein axe et lance Éric Abidal. Un caviar de l'argentin que le français contrôle de la poitrine et exploite de manière parfaite (76e). Le match est gâché par une controverse inutile : Pepe lamine la main de Lionel Messi à terre mais l'arbitre décide de ne rien dire. C'est le 7e match consécutif où Barcelone n'échoue pas au Bernabeu, aucun club n'était resté autant de rencontres invaincu en territoire merengue, un nouveau record est donc établi.
Le 22 janvier, le FC Barcelone obtient une victoire convaincante à l'extérieur contre Malaga (4-1) grâce à un coup du chapeau de Léo Messi (31e, 51e, 81e) et à un but de Alexis (48e), en Liga.
Le 25 janvier, au Camp Nou, le FC Barcelone élimine le Real Madrid de la Coupe du Roi grâce à un match nul 2 à 2 au Nou Camp. Aux 18 m, Lionel Messi, d'un coup de génie, trouve entre quatre adversaires Pedro Rodriguez qui avantage les blaugranas (43e). Dani Alves hérite d'un médiocre dégagement de Lassana Diarra et marque le deuxième but culé (45e). Cristiano Ronaldo (68e) et Karim Benzema (71e) marquent ensuite deux buts inutiles, les merengues sont éliminés de la compétition.
Le 28 janvier, l'équipe blau-grana, fatigué, abrège le mois avec un match nul 0 à 0 contre Villarreal, en Liga. Lionel Messi loupe 3 opportunités en or.
Le 31 janvier, Isaac Cuenca, âgé de vingt ans, rejoint définitivement la première équipe du FC Barcelone.

## Février
Le 1er février, à Valence, le FC Barcelone obtient l'avantage du but à l'extérieur à Valence (1-1), en demi-finale de la Coupe du Roi. Le français Jérémy Mathieu déborde côté gauche et centre en retrait pour le portugais Jonas qui trompe Pinto (26e). Le FC Barcelone obtient un corner que tire Xavi Hernandez pour le capitaine Carles Puyol qui marque un but en or d'une tête au deuxième poteau (40e). En deuxième période, Lionel Messi, en manque de réalisme devant le but, rate un pénalty.
Le 4 février, au Nou Camp, le FC Barcelone bat la Real Sociedad, en Liga (buts de Cristian Tello et Lionel Messi). L'équipe blaugrana clôt un cortège de 3 rencontres vierges de victoires et le prodige argentin Lionel Messi marque pour la première fois depuis 351 minutes.
Le 8 février, au Nou Camp, le FC Barcelone l'emporte contre Valence CF (2-0), en demi-finale de la Coupe du Roi. En début de match, Lionel Messi, du milieu de terrain, alerte Cesc Fabregas d'un magnifique dégagement. Le milieu récupérateur marque d'un lob de l'extérieur du pied droit (15e). En deuxième mi-temps, Xavi Hernandez met K.O. les chés, d'un tir en pleine lucarne (81e). Le club est qualifié pour la finale de la Coupe d'Espagne contre l'Athletic Bilbao.
Le 11 février, à Pampelune, énième contre-performance du FC Barcelone en Liga devant l'Osasuna, une deuxième défaite à l'extérieur dans la compétition pour le club. Dejan Lekic marque rapidement deux buts (5e et 23e), et Alexis réduit la marque en début de deuxième mi-temps (51e), puis Raul Garcia marque le but de la victoire pour les locaux (56e), mais Cristian Tello entretient les espoirs catalans (73e). Xavi et Iniesta ont été ménagés. Le Real Madrid est maintenant en tête avec dix points d'avance.
Le 14 février, au BayArena en Allemagne, le FC Barcelone retrouve le goût de la victoire contre le Bayer Leverkusen (3-1), en huitième de finale de la Ligue des champions. Lionel Messi lance Alexis d'un amour d'extérieur du pied gauche de 40 mètres. L'international chilien contrôle, relève la tête, et marque un premier but (41e). Michal Kadlec égalise pour Leverkusen (51e). Fàbregas trouve Alexis, qui résiste au retour de Manuel Friedrich, élimine Bernd Leno, et marque un deuxième but (56e). Lionel Messi est déchaîné en fin de match et combine facilement avec le brésilien Daniel Alves. Un centre en retrait d'El Diablo permet à l'argentin d'enfoncer le clou d'un tacle rageur (87e). La qualification est favorable au FC Barcelone qui a bénéficié du retour d'Iniesta.
Le 19 février, au Nou Camp, le FC Barcelone lamine Valence (5-1). Pour son 200e match de Liga avec l'équipe blaugrana, Léo Messi est auteur de quatre buts (23e, 28e, 76e, 85e). Il est également fortement impliqué dans le but de Xavi (91e), de retour à la compétition.
Le 26 février, au Vicente Calderon, le FC Barcelone obtient une victoire importante contre l'Atletico Madrid (2-1), en Liga. Lionel Messi perfore plein axe et parvient à décaler Francesc Fàbregas côté gauche. Le natif d'Arenys de Mar centre fort à ras de terre et Dani Alves marque d'un tacle rageur au deuxième poteau (36e). Radamel Falcao égalise pour les colchoneros (48e). Mais Lionel Messi marque le but de la victoire pour les barcelonais d'un coup franc magnifique (81e).

## Mars
Le 3 mars, le FC Barcelone, orphelin de Léo Messi pour un match, parvient à vaincre le Sporting Gijon (3-1), et continue donc à dominer les débats à domicile en Liga. Adriano Correia combine avec Keita dans la surface et centre pour Iniesta qui marque le premier but (43e). L'asturien David Baral entre au début de la deuxième mi-temps et égalise (48e), un bon coaching de Manuel Preciado ponctué par l'expulsion de Gerard Piqué pour avoir déstabilisé la défense catalane. Le Messie barcelonais de la soirée est le malien Keita, le milieu de terrain qui marque un but improbable d'un tir de vingt mètres en pleine lucarne, à dix minutes de la fin du temps règlementaire (81e). Iniesta ne veut pas en rester là. Côté gauche, il percute vers l'axe et trouve entre deux adversaires Xavi, parti à la limite de la faute. Le capitaine du soir contrôle et regarde autour de lui, vérifie l'arbitre et fixe le gardien avec un amour de piqué (Une vaselina) du droit (89e). Alexis, touché au segment mobile droit, est indisponible pour deux semaines. Thiago Alcantara et Carles Puyol sont également en pleine convalescence à ce moment-là.
Le 7 mars, le FC Barcelone domine le Bayer Leverkusen (7-1) au Nou Camp, en huitième de finale de Ligue des champions. Cristian Tello, 19 ans, se révèle au monde entier avec deux réalisations (54e et 62e), et Lionel Messi devient le premier joueur de l'histoire à marquer cinq buts dans un match de la compétition reine (25e, 43e, 48e, 57e, 84e).
Le 11 mars, le FC Barcelone bat le Racing Santander (2-0) à El Sardinero. Xavi, d'un contre favorable, trouve Fabregàs d'un piqué qui centre de manière expéditive pour Léo Messi. L'argentin marque d'un tacle rageur (30e). Cuenca manque un face à face et touche le poteau, et à ce moment-là, Fabregas est taclé dans la surface. Un pénalty pour l'équipe blaugrana que Léo Messi convertit (56e). 30e but en Liga et 50e but toutes compétitions confondues pour La Pulga, qui régale également en Espagne. À noter le retour de Carles Puyol.
Le 15 mars, le FC Barcelone communique que le latéral gauche français Éric Abidal endurera une transplantation de foie, compte tenu de son évolution hépatique, et manquera le reste de la saison ainsi que l'Euro en Pologne et en Ukraine avec l'équipe de France. L'opération est une alternative au traitement de 2011.
Le 17 mars, en hommage à Éric Abidal, le FC Barcelone, renforcé par la disponibilité de Thiago et Alexis, bat le FC Séville (2-0) à l'Estadio Ramón Sánchez Pizjuán, en Liga. Adriano provoque une faute grâce à une charge autoritaire de Spahić. Xavi marque d'un coup franc le premier but (18e). Léo Messi combine avec Andrés Iniesta. L'argentin élimine Spahić d'un petit pont aux onze mètres et marque d'un piqué en pleine lucarne le but de la sécurité (25e). 150e but pour l'argentin en Liga. Le club revient à 8 points du Real Madrid, tenu en échec à domicile par Malaga (1-1).
Le 20 mars, au bout d'un match riche en péripéties, le FC Barcelone parvient à vaincre Grenade CF (5-3) au Nou Camp, en Liga. Cuenca déborde côté gauche et centre, Léo Messi remet de la tête en retrait pour Xavi qui marque le premier but (4e). Carles Puyol trouve Cuenca qui liquide facilement un défenseur andalou. Le centre de l'hispano-algérien est détourné mais Leo Messi est à la réception et la place au deuxième poteau pour marquer un 232e but avec le club (17e). L'argentin égale avec ce coup de canon le record de Kubala. Le relâchement coupable des locaux au premier quart d'heure de la deuxième mi-temps profite à Siqueira' (53e) et Mainz (63e) qui égalisent pour Grenade. Léo Messi décide de prendre les choses en main. Idéalement lancé par Alves, La Pulga marque d'un lob chirurgical, et devient le recordman du nombre de buts avec la tunique blaugrana (67e). Tello et Iniesta font leur entrée. Le manchego trouve Léo Messi qui centre fort devant le but, Julio César le détourne, mais Tello est là pour enfoncer le clou (83e). Lancé par Alves en profondeur, Léo Messi élimine le gardien andalou et marque le cinquième but culé (86e). L'argentin réalise un coup du chapeau. Alves, auteur d'une main involontaire dans la surface, est expulsé, et Siqueira convertit un pénalty (89e). Le lendemain, Barcelone revient à 6 points du Real Madrid, qui a concédé un match nul à El Madrigal face à Villarreal (1-1).
Le 24 mars, le FC Barcelone bat le RCD Majorque (2-0), à l'Iberostar Estadio des Iles Baléares, en Liga. Léo Messi marque le premier but d'un coup franc de 30 m (24e). Avec une 35e réalisation, il bat le record de Ronaldo du nombre de buts en une édition de Liga avec le club blaugrana. Piqué est à la réception d'un tir de l'argentin détourné par le poteau et marque le but du KO (78e).
Le 28 mars, le FC Barcelone concède le match nul contre l'AC Milan (0-0), au Meazza en Italie, en quart de finale de la Ligue des champions. Les barcelonais ont globalement dominé les débats, et auraient mérités de prendre l'avantage en terre rossonera. Zlatan Ibrahimović et Lionel Messi ont chacun eu une opportunité en or de marquer pour leur équipe. Le lendemain, le club dépose plainte auprès de l'UEFA contre l'état de la pelouse. Pep Guardiola déclare "La pelouse a été un problème pour la qualité du spectacle. Un terrain dans cet état est dur à conquérir."
Le 31 mars, le FC Barcelone obtient une victoire convaincante au Nou Camp contre leur futur adversaire en Coupe d'Espagne, l'Athletic Bilbao (2-0), en Liga. Léo Messi lance Iniesta dans la profondeur, El Manchego temporise pour éviter le tacle de Javi Martínez et marque le premier but d'un boulet de canon (40e). Cristian Tello provoque la défense basque, fixe Javi Martínez. Mais le champion du monde espagnol le retient et l'arbitre désigne le point de pénalty. Leo Messi s'exécute (58e).

## Avril
Le 3 avril, le FC Barcelone bat l'AC Milan (3-1), au Nou Camp, en quart de finale de la Ligue des champions. Lionel Messi met une première fois la défense adverse et les gants du gardien italien à contribution (5e). Alvés centre pour Fàbregas dans la surface, qui trouve Messi aux 6 mètres en une touche au milieu de quatre milanais, mais La Pulga tire à côté (7e). Messi gagne un duel physique face à Méxés au milieu de terrain, part au but, trouve Xavi en retrait qui est taclé. Messi contrôlé mais il est fauché par Antonini, qui écope d'une peine minimale, car dans le rectangle milanais, on était proche de l'exclusion. Pénalty pour Barcelone. Depuis les onze mètres, Messi tire à gauche. Abiati a choisi le bon côté mais est en retard. 1-0 pour Barcelone (10e). C'est la 50e réalisation de l'international argentin en Ligue des champions. Abiati ne montre aucun complexe d'infériorité face à un autre tir du prodige (25e). Grâce à Robinho, Zlatan Ibrahimović parvient à lancer Antonio Nocerino côté droit. Le milieu italien, en pleine course, bat Victor Valdés. 1-1 pour Milan (31e). Les rossoneros sont pratiquement qualifiés grâce à la règle du but à l'extérieur. Xavi tente d'inquiéter Abiati des 25 mètres. Une tentative infructueuse (38e). Iniesta provoque un corner, Xavi le tire, et l'arbitre montre le point de pénalty, Nesta a fauché Busquets dans la surface. Messi choisit le côté droit. 2-1 pour Barcelone (41e). Après un nouveau tir de Messi (43e), et un coup franc timide d'Ibrahimovic (45e), les acteurs sont renvoyés aux vestiaires. Le système change pour la deuxième mi-temps, dans le but de sécuriser la défense, Guardiola opte pour un retour à un 4-3-3. Messi provoque le coup franc aux 25 mètres, Xavi le tire et frôle la lucarne d'Abiati (50e). Messi opère un contre, remonte le terrain, tire. Méxés contre mais Iniesta, qui a accompagné l'action, est là pour vaincre Abiati. 3-1 pour Barcelone (53e). Les champions d'Europe en titre restent maîtres des événements. Messi élimine 3 milanais mais rate le coche (56e). La tête de Kevin-Prince Boateng finit dans les tribunes (61e). Fàbregas trouve Messi. L'argentin contrôle et décale pour Thiago qui se présente face à Abiati et tire à côté (68e). Messi oblige Abiati à demeurer vigilant (85e). Et Adriano manque un face à face avec le portier italien (89e). Barcelone a globalement dominé les débats. Avec une 14e unité, Messi devient le recordman de buts en une édition de Ligue des champions, et qualifie Barcelone en demi-finale.
N.B. : Gérard Piqué, victime d'une lésion bénigne au fémoral gauche, manquera l'intégralité des matchs importants du mois.
Le 7 avril, le FC Barcelone obtient une victoire de champion à La Romareda contre le Real Zaragoza (4-1), en Liga. Le trio légendaire du milieu de terrain Busquets-Xavi-Iniesta est ménagé. Carlos Aranda, grâce à un centre venu de la gauche, cogne le poteau, Victor Valdés fauche Angel Lafita, pénalty pour Zaragoza. Aranda exécute la maxime et le portier catalan s'impose (24e). Aranda, lancé à la limite de la faute, fait à nouveau face à Valdés qui gagne, mais le buteur aragonais récidive de la tête et marque. 1-0 pour l'équipe locale (30e). Alexis et Pedro permutent. L'international chilien a la capacité de faire changer les choses. Roberto détourne les tentatives d'Alexis et Fàbregas. Il est à la parade du corner barcelonais. Puyol, tel un renard, surgit pour égaliser. 1-1 pour Barcelone (35e). Alexis initie un contre avec un départ au but, et lance Messi, qui fixe un défenseur aragonais et marque d'un tir en pleine lucarne. 2-1 pour Barcelone (38e). Les Barcelonais se montrent dangereux, ce qui force l'équipe locale à la faute. Abraham Minero (ex-joueur du Barça B) écope d'un carton rouge et le Real Zaragoza est réduit à dix. En début de deuxième mi-temps, l'entraîneur aragonais Manolo Jiménez est également expulsé. Alexis peut enfoncer le clou devant Roberto, mais le portier aragonais est vainqueur (64e). Alexis, grâce à une action de génie, trouve Messi dans la profondeur, mais La Pulga loupe d'une manière incompréhensible le but face à un Roberto resté à terre (81e). L'ailier chilien provoque un pénalty. Messi le marque en force. 3-1 pour Barcelone. Le break est fait. C'est le 60ebut (le 38e en Liga) de la saison pour Lionel Messi, qui devient le quinzième recordman de buts de la compétition reine en Espagne, devant Ferenc Puskás. Pedro combine avec l'argentin et marque également pour répondre aux critiques. 4-1 pour Barcelone. Le lendemain, l'équipe blaugrana revient à quatre points du Real Madrid, tenu en échec à domicile par Valence (0-0). Barcelone est proche du titre de champion d'Espagne ! Alvés, légèrement touché, est contraint d'être absent pour au moins un match.
Le 10 avril, le FC Barcelone prend une revanche contre Getafe CF (4-0), au Nou Camp, en Liga. Iniesta trouve Messi qui lance Alexis de la poitrine, l'ancien d'Udinese profite d'une légère ouverture pour anéantir les espoirs d'El Geta. 1-0 pour Barcelone (15e). Alexis retrouve le bonheur de marquer à domicile. Les catalans continuent à dominer, Moya remporte un face à face contre Pedro (16e). Messi est auteur d'un élan de générosité envers Xavi qui fixe Moya d'un lob mais Cata Diaz protège les azulones[Quoi ?] (17e). Messi, lancé dans l'axe, contrôle de la poitrine et enchaîne par une reprise, à côté (25e). Alexis manque également une reprise devant les buts vides (31e). Messi trouve néanmoins l'espace dont il a besoin pour opérer un une-deux avec Iniesta qui lui remet du talon. L'argentin, contrôle et exécute le gardien madrilène. 2-0 pour Barcelone (45e). Messi devient le recordman de buts en une saison en Espagne. Le record était détenu par Isidro Lángara depuis 1934 (60 buts). Le rythme de la rencontre retombe en deuxième mi-temps. Cata Diaz cogne le montant de Victor Valdés (54e). Cuenca côté droit fixe un défenseur et met à contribution Moya d'un centre tir (68e). L'ailier droit espagnol trouve la tête d'Alexis. 3-0 pour Barcelone (73e). Pedro marque un quatrième but du crâne grâce à un coup franc de Messi (74e). L'Argentin met le gardien madrilène à l'épreuve (80e, 85e, 90e). Barcelone dédie la victoire à Éric Abidal.
Le 14 avril, la dernière ligne droite débute pour Barcelone, qui décroche un triomphe étriqué au Ciudad de València de Levante (2-1), en Liga. Xavi tire de manière timide (3e) et Pedro met vite en évidence Munúa (4e). À noter également un raté de Messi (8e) et une tête à côté de Thiago (9e) pour ce début de match. Adriano met à l'épreuve Munúa qui n'est pas inquiété (14e). Le premier quart d'heure est à l'avantage de Barcelone, avec à nouveau une tête de Thiago, bien capté par Munúa (18e). Levante obtient un corner. Victor Valdés dégage des poings, Pedro Lopez place une tête, Busquets exécute une faute de main involontaire, et l'arbitre désigne le point de pénalty. Barkero crucifie Barcelone; 1-0 pour Levante (23e). Le manque de créativité de l'équipe blaugrana devient flagrant. Combinaison entre Fàbregas et Messi, mais la tête de Cesc, représentation d'une domination ingrate, est faible pour inquiéter Munúa (27e). La rentrée de Cuenca en début de deuxième mi-temps vont faire du bien aux barcelonais. Adriano envoie une mite vers la lucarne mais Munúa est à la parade (58e). Celui-ci gagne un duel avec Messi (60e). Cuenca trouve Messi dans l'axe. D'un contrôle, La Pulga parvient à être face au but, combine avec Alexis qui lui remet, et trouve l'angle en pleine course pour égaliser. 1-1 pour Barcelone (64e). Barcelone insiste côté droit avec Cuenca, qui provoque et élimine dans la surface, Pedro Botelho le fauche, l'arbitre ne bronche point. Mais l'auxiliaire lui confirme qu'il y a bel et bien pénalty. Messi prend Munúa à contre pied. 2-1 pour Barcelone (71e). Alvés entre à la place d'Alexis, et Barcelone opère un retour à 4 en défense. Levante a fini de camper devant le but, et monte pour tenter d'égaliser, à l'image d'un tir lointain de Xavi Torres, capté par Valdés. Onzième victoire consécutive de Barcelone en Liga.
Le 18 avril, à Stamford Bridge, Chelsea remporte face à Barcelone la première manche de la demi-finale de Ligue des Champions (1-0). La rencontre débute avec un long round d'observation. Chelsea est discipliné et regroupé en défense. Iniesta combine avec Messi, et parvient à lancer Alexis à la limite de la faute, l'international chilien trouve le montant de Petr Čech d'un piqué (9e). À 3 contre 5, les blaugranas restent dangereux, et maîtrisent globalement la rencontre. Iniesta met Petr Čech à contribution, puis Fàbregas manque complètement le cadre (16e). Iniesta élimine Cahill pour faire bouger les choses côté gauche. Le défenseur anglais retient le manchego mais l'arbitre demeure impartial (24e). C'est ensuite Fàbregas qui crochète Ivanović et arme du gauche mais Petr Čech détourne le tir (26e). Alexis centre pour Messi qui catapulte une tête en pleine course dans les mains du vigilant gardien tchèque (28e). Messi remporte au milieu de terrain un duel avec John Obi Mikel, initie un contre, et d'une manière parfaite lance Fàbregas qui vient à bout de Petr Čech d'un piqué, mais Ashley Cole est là pour dégager la gonfle[Quoi ?] in-extremis (43e). Frank Lampard prend tout le monde à contre pied et lance Ramires côté gauche qui centre en pleine course pour Didier Drogba qui tire à bout portant du gauche pour venir à bout de Valdés et réaliser le hold-up parfait : 1-0 pour l'équipe locale (45e). La physionomie de la deuxième mi-temps ne change point d'un pouce. Adriano perce la défense et tente de ramener les pendules à l'heure d'un coup de canon du pied droit, mais Petr Čech est imperturbable (50e). Fàbregas, d'un magnifique piqué trouve Alexis, qui tergiverse et manque un face à face crucial avec le gardien tchèque (57e). Messi obtient un coup franc dans l'axe. Il trouve la tête de Puyol mais Petr Čech réalise une parade admirable (89e). À la fin du temps règlementaire, Messi entonne un une-deux avec Busquets, mais Terry protège les Anglais d'un tacle vers la gauche. Pedro en profite et place un plat du pied qui cogne le poteau londonien, Busquets rate le coche devant les buts, et les tribunes exultent. Malgré l'outrageante domination catalane, le compact bloc anglais a tenu bon.
Le 21 avril, le FC Barcelone reçoit le Real Madrid dans un Nou Camp plein à craquer et échoue pour la première fois (2-1) lors d'un clásico à domicile depuis 2007. Guardiola opte pour un 3-4-3. La Pep Team privilégie Dani Alvés, Thiago Alcantara, et Cristian Tello à la place d'Alexis Sànchez, Cesc Fàbregas, et Pedro Rodriguez comme ailier droit, milieu récupérateur, et ailier gauche. Victor Valdés est à la parade d'une tête de Cristiano Ronaldo venant d'un corner de la gauche (4e). Iker Casillas plonge bien dans les pieds d'Alvés (7e). Karim Benzema fixe l'inexpérimenté défenseur central Adriano Correia côté droit, mais le gardien blaugrana reste vigilant (10e). Alvés marque grâce à une grande action de Tello côté gauche, mais l'ailier canterano est signalé en position de hors-jeu (13e). Grâce à un corner de Mesut Özil, Pepe tente de marquer de la tête, Valdés est imprécis, ce qui profite à Khedira qui marque dans les pieds d'El Capitan Carles Puyol. 1-0 pour Madrid (16e). Tello manque d'inquiéter le gardien madrilène (20e). Xavi combine avec Messi. La Pulga accélère et délivre un caviar pour El Maestro mais Iker Casillas remporte le duel (26e). Thiago tire de 30 m et manque le cadre (36e). La deuxième mi-temps est identique : Le Real Madrid défend solidement pour mieux exploser en contre, tandis que le FC Barcelone tente de camper dans la partie adverse. Thiago réalise une action cinq étoiles pour Tello qui la vendange d'un tir dans les nuages (51e). Les merengues sont en position de force, grâce à un but d'avance, ils patientent pour le contre idéal. Cristiano Ronaldo bat Valdés mais est signalé en position de hors-jeu (53e). Guardiola lance Alexis à la place de Xavi (70e). Messi élimine de nombreux adversaires, il est contré, Iniesta récupère et trouve Tello d'un talon astucieux qui échoue devant le gardien madrilène, Adriano tente également de marquer, il est contré, mais Alexis, par deux fois, remet les deux équipes à égalité. 1-1 pour Barcelone (70e). Il reste une vingtaine de minutes, le Nou Camp chavire, vu la physionomie de la rencontre, la victoire est envisageable. Cristiano Ronaldo choisit ce moment euphorique pour calmer les ardeurs du Nou Camp. L'international portugais, lancé par Mesut Ozil, est + rapide que Javier Mascherano et vient à bout de Valdés (73e). 2-1 pour Madrid. Ce but anéantit Barcelone. Karim Benzema tente de faire le break mais Valdés est impérial (83e). Les merengues, qui n'ont pratiquement rien montré, ont dû faire preuve d'un réalisme froid, d'une discipline de fer, et d'un mental à toute épreuve pour reléguer les catalans à 7 points en Liga. Barcelone dit adieu à un 4e titre de champion d'Espagne consécutif.
Le 24 avril, le FC Barcelone, défait à deux reprises, reçoit Chelsea (2-2) pour le compte de la deuxième manche de la demi-finale de Ligue des Champions. Pep Guardiola opère des changements. Piqué est de retour dans le onze titulaire. Alexis combine avec Messi qui arme du droit dans les petits filets extérieur (3e). Les champions d'Europe en titre dominent, et à l'image de l'entrée de Bosingwa, les événements tournent en leur faveur (10e). Messi réalise un magnifique une-deux avec Fàbregas et se présente face à Petr Čech. Mais le gardien tchèque remporte le duel (18e). Mascherano côté Barcelone (20e) et Drogba côté Chelsea (23e) loupent chacun une fois le cadre. Piqué, heurté par Valdés, est contraint à moitié K.O. d'être remplacé par Alvés (26e). Le brésilien contrôle un dégagement anglais venu d'un corner, décale côté gauche Cuenca qui centre pour Busquets. L'international espagnol conclut avec sérénité. 1-0 pour Barcelone (35e). John Terry inflige à Alexis un coup de genou volontaire et écope d'un carton rouge synonyme d'expulsion (38e). Alexis hérite d'une interception de Busquets au milieu de terrain et lance Messi qui trouve Iniesta dans la profondeur. Don Andrés marque d'un tir précis. 2-0 pour Barcelone (43e). Les blaugranas exultent. Ce moment d'euphorie est à nouveau fatal pour l'équipe locale. Frank Lampard est auteur d'un amour de caviar pour Ramires qui exécute d'un lob un Valdés maladroit. 2-1 pour Barcelone (45e+1). La deuxième mi-temps débute à l'avantage de Barcelone. Le tir d'Iniesta est contré in-extremis par Bosingwa (47e). Fàbregas est fauché dans la surface par Didier Drogba et l'arbitre désigne le point de pénalty. Messi le tire mais cogne le montant (50e). L'Argentin reste maudit contre Chelsea. La tête d'Alexis frôle le poteau de Petr Čech (54e). Drogba élimine Puyol d'un grand pont et tire de cinquante mètres. Mais Valdés est présent (58e). Iniesta décale Cuenca excentré. L'ailier de La Masia tente de marquer mais Petr Čech détourne le tir (61e). Messi décale Alvés qui centre en retrait pour Alexis. Le chilien marque mais le brésilien est signalé en position de hors-jeu (81e). Messi percute dans l'axe et trouve le poteau de Petr Čech (83e). Les catalans réclament un pénalty mais l'arbitrage ne bronche point. Ramires dégage fort dans la surface. Fernando Torres démarqué élimine Valdés et anéantit les espoirs des catalans. 2-2 pour Chelsea (93e). L'équipe de Didier Drogba obtient un ticket pour Munich.
Le FC Barcelone dit adieu à la Liga et est éliminé en demi-finale de la compétition phare en Europe (la Ligue des champions) en l'espace d'une semaine. Le lendemain, le Bayern Munich parvient également en finale de la coupe d'Europe grâce à une victoire (2-1, 1-2, 3-1 t.a.b) face au Real Madrid, une maigre consolation pour les blaugranas.
Le 27 avril 2012, en début d'après-midi, Can Barca est en état de choc. Le départ de Pep Guardiola est homologué. Le "chef d'orchestre" ne continuera point à la tête du FC Barcelone cet été et confie à Tito Vilanova le poste d'entraîneur du club. Il déclare également qu'il reviendra entraîner le FC Barcelone dans le futur.
Le 30 avril, la vie du FC Barcelone continue en Liga avec une large victoire 7 à 0 contre le Rayo Vallecano au Vallecas. Alexis déséquilibré lance Pedro à l'autre bout du terrain. L'espagnol centre pour Messi qui conclut avec facilité. 1-0 pour Barcelone (15e). Pinto est à la parade d'une tête de Diego Costa (18e). Messi récupère pour Keita. Le malien trouve Alexis qui élimine David Cobeño et marque avec l'aide de Rober. 2-0 pour Barcelone (26e). Pinto claque en corner un coup franc de l'équipe locale (34e). Messi élimine de nombreux défenseurs latéralement et délivre un caviar pour Keita qui tue le match. 3-0 pour Barcelone (38e). En début de deuxième mi-temps, Messi cogne le montant, mais Pedro en profite. 4-0 pour Barcelone (46e). Thiago manque le cadre (53e). Lass tente d'inquiéter Pinto qui détourne en corner (70e). Côté droit, Pedro combine avec Alvés qui centre pour Thiago. Mazinho marque de loin d'une tête chirurgicale. 5-0 pour Barcelone (76e). La célébration de Thiago et Alvés n'est pas du tout du gout d'El Capitan Carles Puyol qui demande aux deux brésiliens d'être humbles et de commémorer ce but avec le reste de l'équipe. Messi lance Pedro en profondeur qui marque d'un tir à bout portant. 6-0 pour Barcelone (87e). Pedro trouve au point de pénalty Messi qui marque l'ultime but du match. 7-0 pour Barcelone (90e). Alexis, victime d'une contusion, est indisponible pour 3 semaines.

## Mai
Le 2 mai 2012, au Nou Camp, le FC Barcelone bat Málaga CF (4-1), en Liga. Le match débute avec Alvés (1re) et Martin Demichelis (3e) qui excitent Carlos Kameni. Le coup franc de Duda cogne le poteau de Pinto (10e). Une première alarme qui permet aux barcelonais d'enclencher la deuxième. Pedro et Fàbregas, dont le tir est contré, provoquent un corner. Messi trouve Iniesta côté droit, le manchego remise dans l'axe, et Carles Puyol plonge et conclut. 1-0 pour Barcelone (13e). Carlos Kameni est à la parade d'une tentative d'Adriano (20e). Jesus Gámez centre pour José Salomón Rondón qui devance Carles Puyol d'une tête énergique. 1-1 pour Malaga (26e). Iniesta est ensuite fauché dans la surface par Jesus Gámez et l'arbitre désigne le point de pénalty. Messi tient en échec Carlos Kameni. 2-1 pour Barcelone (35e). Fàbregas contre un tir de Duda (41e). Les coéquipiers de Santi Cazorla tentent d'égaliser via les côtés en deuxième mi-temps. Alvés trouve par inadvertance de la tête José Salomón Rondón qui oublie d'en profiter (53e). Duda bouscule Messi dans la surface, et logiquement l'arbitre montre à nouveau la sentence. Un pénalty généreux pour Barcelone. Messi s'exécute. 3-1 pour Barcelone (58e). Manuel Pellegrini fait preuve d'une grande ténacité. L'ingénieur chilien décide de lancer Ruud van Nistelrooy pour tenter de revenir à la marque. Le futur retraité à peine entré manque le cadre (61e). Le but était proche pour les andalous, mais les catalans vont porter le coup de grâce, grâce à la magie d'Iniesta, qui lance parfaitement Messi dans la profondeur. La Pulga élimine Carlos Kameni d'un piqué et marque dans la cage vide. 4-1 pour Barcelone (64e). Auteur d'un hat-trick et d'un 68e but contre Malaga, Lionel Messi bat le record de Gerd Müller datant de 1973 et devient le recordman de buts en une saison en Europe. Pinto est mis à contribution par Ruud van Nistelrooy (90e). Le FC Barcelone avec 108 réalisations bat le record de buts marqués en une saison de Liga qui était de 105 unités. Le lendemain, le Real Madrid remporte le titre de champion d'Espagne à l'Estadio San Mamés aux dépens de l'Athletic Bilbao (3-0), et le FC Barcelone est condamné à la deuxième place.
Le 5 mai, au Nou Camp, le FC Barcelone bat l'Espanyol Barcelone (4-0), en Liga. Pedro centre pour Thiago qui n'inquiète point Cristian Álvarez de la tête (10e). Messi obtient un coup franc aux 25 mètres. Il trouve le cadre adversaire et marque d'un tir en pleine lucarne. 1-0 pour Barcelone (13e). Les blanquiazul tentent de réagir par l'intermédiaire de Joan Verdú qui rate le coche (15e). Un décalage parfait de Messi en profondeur permet à Keita d'obtenir un duel contre Cristian Álvarez mais l'argentin remporte le face à face (28e). Cristian Álvarez détourne un coup franc d'Iniesta en corner (31e). Un ultime coup franc de Messi trouve le petit filet extérieur (46e). Le rythme apathique du match ne change point en deuxième mi-temps. Iniesta lancé plein axe tire à côté (53e). Cristian Goméz est auteur d'une main involontaire dans la surface et l'arbitre désigne le point de pénalty. Messi prend Cristian Álvarez à contre-pied. 2-0 pour Barcelone (65e). Pinto est à la parade d'un tir de Juan Daniel Forlín (68e). Mascherano détourne en corner une tentative de 20 mètres de Vladimír Weiss et prémunit l'équipe locale (73e). Dans la continuité de l'action, le coup de pied de coin est dégagé par la défense, Adriano hérite d'un contre favorable, et lance Messi qui réalise un magnifique contrôle orienté du pied gauche et dupe le gardien d'un tir croisé. 3-0 pour Barcelone (73e). Busquets est fauché dans la surface, et l'arbitre montre à nouveau la sentence. Un pénalty généreux pour Barcelone. Messi le marque en force. 4-0 pour Barcelone (78e). C'est le 50e but de Messi en Liga. La Pulga réalise un quadruplé. L'argentin dédie ce record historique à Pep Guardiola. Messi manque le cadre d'un piqué en bout de course devant Cristian Álvarez (89e). En fin de match, l'intégralité de l'équipe première (en compagnie du l'ensemble des dirigeants du club, des remplaçants, et des invalides comme Villa, Fontàs, Alexis, Piqué) rend hommage à Pep Guardiola, avec une standing ovation du Camp Nou qui chante l'hymne du club.
Le 10 mai, El Capitan Carles Puyol, victime d'une lésion au genou, est indisponible pour 6 semaines. Il manquera également l'Euro 2012 avec l'équipe d'Espagne.
Le 13 mai, le FC Barcelone fait match nul contre le Betis Séville (2-2) au Benito Villamarín, en Liga. Pedro hérite d'un contre favorable et enchaîne avec un tir côté droit capté par Casto (6e). Messi lance Ibi de retour d'une longue absence, mais Casto remporte le duel face à l'international batave (7e). Xavi tire le corner et trouve la tête de Busquets qui isolé au premier poteau marque le premier but de la rencontre. 1-0 pour Barcelone (8e). Les blaugranas ont vite concrétisés leur domination. Xavi loupe le cadre d'un coup franc aux abords de la surface (20e). Adriano près de la surface repique dans l'axe et tente du droit, mais Casto se détend bien (31e). Pedro manque le but du K.O. devant les cages (41e). Le FC Barcelone mène au score dans un match plutôt maîtrisé. En deuxième mi-temps, les andalous se montrent plus entreprenants. Face à Rubén Castro, par deux fois, Valdes s'interpose (50e et 51e). Les catalans gèrent le match. Alvés décide de faucher Montero. L'arbitre décide de l'expulser tout de suite (53e). Les Catalans évolueront pour une demi-heure en infériorité numérique. Valdés vaincu est protégé par Piqué (68e). Roque Santa Cruz fait son entrée. Le paraguayen lance Rubén Castro qui bat Valdés d'un piqué. 1-1 pour le Betis (70e). La défense a été coupable d'un mauvais alignement. Les latéraux couvrent ensuite Rubén Castro lancé à la limite de la faute. L'avant-centre espagnol marque à nouveau. 2-1 pour le Betis (73e). Les locaux ont renversé la tendance en 3 minutes, face à des catalans totalement apathiques et débordés depuis le carton rouge du latéral brésilien, qui engendre des espaces pour l'équipe de Pepe Mel. Les culés dominent face à des verdiblancos contents du résultat. Néanmoins il est inenvisageable de voir les blaugranas marquer. Messi cogne le poteau d'un coup franc (90e). Mais à la dernière seconde, grâce à un magnifique centre de Montoya, Keita s'élève plus haut que tout le monde et marque le but de l'égalisation. 2-2 pour Barcelone (93e). Un score de parité.
Lionel Messi, vainqueur du Trophée EFE du latino-américain de la Liga, remporte le Trophée Pichichi et le Soulier d'or avec 50 buts. Le gardien Víctor Valdés gagne le Trophée Zamora pour la cinquième fois. Le Real Madrid est champion d'Espagne 2012 avec un nombre record de 100 points. Le FC Barcelone est deuxième avec 91 unités. Dani Alvés, victime d'une rupture de la clavicule droite à l'entraînement, manquera le choc face à l'Athletic Bilbao. En Ligue des champions, Lionel Messi est élu pour la quatrième fois consécutive meilleur buteur de la compétition, grâce à un nombre record de 14 réalisations, et est également le meilleur passeur (à égalité avec Kaká), avec 5 passes décisives.
Le 25 mai, le FC Barcelone bat l'Athletic Bilbao (3-0) à l'Estadio Vicente Calderon en finale de la Coupe d'Espagne 2012. Le club remporte à Madrid un 4e titre. Iker Muniain tente de percer la défense catalane mais il est tout de suite remis à l'ordre. Messi percute et tire près du poteau gauche (1re). Un début de match tonitruant. Javi Martínez remet involontairement une tête de Piqué pour Pedro qui opportuniste en profite. 1-0 pour Barcelone (3e). Messi trouve la lucarne basque d'une tentative venu du côté droit, mais Gorka Iraizoz détourne in-extremis en corner (15e). Xavi loupe le break (18e). Iniesta repique dans l'axe et lance parfaitement Messi qui contrôle dans la surface et enchaîne d'un tacle énergique. 2-0 pour Barcelone (20e). C'est le 73e but de la saison pour La Pulga. Pedro profite d'une remise de Xavi pour anéantir les espoirs basques. 3-0 pour Barcelone (25e). Pinto est à la parade d'un tir de Markel Susaeta (25e). Messi profite du contre pour être face à Gorka Iraizoz mais le gardien basque anticipe bien le lob (26e). Dans la continuité de l'action, Fernando Llorente élimine Piqué d'un contrôle orienté mais celui-ci le retient dans la surface. L'arbitre ne bronche point et n'estime qu'il n'y a rien (26e). Pinto détourne un centre de Iker Muniain en corner (43e). En deuxième mi-temps, l'entrée d'Ander Herrera est bénéfique pour les basques. Il trouve avec une précision chirurgicale Ibai Gómez qui manque le cadre d'un piqué (51e). Montoya centre pour Alexis qui rate à nouveau le coche de la tête (56e). Piqué contre une tentative de Fernando Llorente au point de pénalty (64e). Messi est marqué par Fernando Amorebieta pour l'intégralité du match. Ce marquage imposé par Marcelo Bielsa permet aux basques d'avoir un problème en moins. Mais La Pulga règle tous les problèmes. L'argentin décide de prendre les choses en main au milieu du terrain. Il élimine quatre basques et tire. Gorka Iraizoz est néanmoins présent pour l'empêcher de marquer un but d'anthologie (70e). Ibai Gómez côté droit centre de l'extérieur pour Jon Aurtenetxe qui manque de la tête de marquer le but de l'honneur pour les basques (76e). Le match est clos à la suite d'une énième tentative de Messi (93e). C'est la 26e Copa del Rey de l'histoire du club et le 14e titre remporté par Pep Guardiola en quatre ans à la tête de l'équipe. Lionel Messi devient le recordman de buts au niveau mondial devant l'américain Archibald Stark (70 buts en 1925) avec 73 réalisations toutes compétitions confondues.

## Mercato
Lors du mercato de l'été 2011, le FC Barcelone fait monter en première équipe un cadre du Barça B, Thiago Alcántara. Le Barça débute par le recrutement de Kiko Femenía afin qu'il évolue avec l'équipe réserve, le FC Barcelone B. Henrique, Keirrison, Víctor Sánchez et Aliaksandr Hleb sont tous de retour de prêt mais aucun d'eux ne reste au club. Henrique est prêté au SE Palmeiras, Keirrison est prêté 6 mois au Cruzeiro EC et Víctor Sánchez est libéré.
Le 31 août, le FC Barcelone prête Aliaksandr Hleb au VfL Wolfsburg. Gabriel Milito retourne en Argentine à l'Independiente. Víctor Vázquez part au Club Bruges. Tandis que Nolito est recruté par le Benfica. Bojan est transféré pour 12M€ à l'AS Rome et Jeffren pour 3,75 millions d'euros au Sporting CP.
Les deux principales recrues du FC Barcelone sont l'ailier chilien Alexis Sánchez qui rejoint le club pour 26M€ et l'international espagnol Cesc Fàbregas au bercail pour 30M€.
Au mercato d'hiver 2012, Maxwell dit adieu au club pour le Paris Saint-Germain en échange de 4M€.

## Transferts
| Nom                | Nationalité | Forme                                       | Provenance/Destination            | Division                     |
| Arrivées           |             |                                             |                                   |                              |
| Cesc Fàbregas      | Espagne     | Transfert (29M€)                            | Arsenal                           | Premier League               |
| Alexis Sánchez     | Chili       | Transfert (26M€)                            | Udinese                           | Serie A                      |
| Thiago Alcántara   | Espagne     | Formé au club                               | FC Barcelone B                    | Segunda División             |
| Andreu Fontàs      | Espagne     | Formé au club                               | FC Barcelone B                    | Segunda División             |
| Isaac Cuenca       | Espagne     | Formé au club                               | FC Barcelone B                    | Segunda División             |
| Henrique           | Brésil      | Retour de prêt                              | Racing Santander                  | Liga                         |
| Keirrison          | Brésil      | Retour de prêt                              | Santos FC                         | Série A                      |
| Aliaksandr Hleb    | Biélorussie | Retour de prêt                              | Birmingham City \| VfL Wolfsbourg | Premier League \| Bundesliga |
| Départs            |             |                                             |                                   |                              |
| Bojan Krkić        | Espagne     | Transfert (12 M€)                           | AS Rome                           | Serie A                      |
| Jeffrén Suárez     | Espagne     | Transfert (3,75 M€)                         | Sporting CP                       | Super Liga                   |
| Zlatan Ibrahimović | Suède       | Transfert (3 × 8 M€ = 24 M€)                | AC Milan                          | Serie A                      |
| Martín Cáceres     | Uruguay     | Transfert (3 M€)                            | Séville FC                        | Liga                         |
| Gabriel Milito     | Argentine   | Libre                                       | CA Independiente                  | Championnat Primera          |
| Maxwell            | Brésil      | Transfert (4 M€)                            | Paris SG                          | Ligue 1                      |
| Henrique           | Brésil      | Prêt sans option d'achat (1 an) - Transfert | SE Palmeiras                      | Série A                      |
| Keirrison          | Brésil      | Prêt sans option d'achat (6 mois / 2 ans)   | Cruzeiro EC \| Coritiba FC        | Série A                      |
| Aliaksandr Hleb    | Biélorussie | Prêt payant (1,5 M€) (1 an) - Libre         | VfL Wolfsbourg \| Sans club       | Bundesliga                   |
| FC Barcelone B     |             |                                             |                                   |                              |
| Arrivées           |             |                                             |                                   |                              |
| Kiko Femenía       | Espagne     | Transfert (2 M€)                            | Hércules CF                       | Liga                         |
| Rodri              | Espagne     | Transfert (1,5 M€)                          | Séville FC                        | Liga                         |
| Cristian Lobato    | Espagne     | Fin de contrat                              | CE L'Hospitalet                   | Segunda División B           |
| Isaac Cuenca       | Espagne     | Retour de prêt                              | CE Sabadell                       | Liga Adelante                |
| Víctor Sánchez     | Espagne     | Retour de prêt                              | Getafe CF                         | Liga                         |
| Martí Riverola     | Espagne     | Retour de prêt                              | Vitesse Arnhem                    | Eredivisie                   |
| Départs            |             |                                             |                                   |                              |
| Oriol Romeu        | Espagne     | Transfert (5 M€)                            | Chelsea                           | Premier League               |
| Jonathan Soriano   | Espagne     | Transfert (0,5 M€)                          | Red Bull Salzbourg                | Bundesliga                   |
| Rubén Rochina      | Espagne     | Transfert (0,45 M€)                         | Blackburn Rovers                  | Premier League               |
| Mauro Icardi       | Argentine   | Transfert (0,4 M€)                          | UC Sampdoria                      | Série B                      |
| Nolito             | Espagne     | Fin de contrat                              | Benfica Lisbonne                  | Super Liga                   |
| Víctor Vázquez     | Espagne     | Fin de contrat                              | Club Bruges KV                    | Pro League                   |
| Víctor Sánchez     | Espagne     | Libre                                       | Neuchâtel Xamax                   | Super League                 |
| Albert Dalmau      | Espagne     | Libre                                       | Valence CF                        | Liga                         |
| Edu Oriol          | Espagne     | Fin de contrat                              | Real Saragosse                    | Liga                         |
| Abraham Minero     | Espagne     | Fin de contrat                              | Real Saragosse                    | Liga                         |
| Benjamín Martínez  | Espagne     | Fin de contrat                              | Girona FC                         | Liga Adelante                |
| Saúl Berjón        | Espagne     | Prêt sans option d'achat (1 an)             | AD Alcorcón                       | Liga Adelante                |

## Effectif professionnel
L'effectif professionnel 2011-2012 du FC Barcelone est composé de 21 joueurs. Le nombre de joueurs est à nouveau réduit à des proportions surprenantes pour un grand club. C'est une manière, selon le club, de permettre aux joueurs de rester motivés et à leur meilleur niveau lorsque titularisés, de plus plusieurs joueurs sont polyvalents. Pep Guardiola peut aussi, si besoin est, puiser dans l'effectif des jeunes joueurs du Barça B.
| N°                    | Nom                  | Poste                                          | Naissance         | Nationalité sportive | Fin du contrat | Origine                                 |
| Gardiens de but       |                      |                                                |                   |                      |                |                                         |
| 1                     | Víctor Valdés        | Gardien de but                                 | 14 janvier 1982   | Espagne              | 30 juin 2014   | Formé au club                           |
| 13                    | José Manuel Pinto    | Gardien de but                                 | 8 novembre 1975   | Espagne              | 30 juin 2013   | 2008 du Celta Vigo                      |
| Défenseurs            |                      |                                                |                   |                      |                |                                         |
| 2                     | Dani Alves           | Arrière droit                                  | 6 mai 1983        | Brésil               | 30 juin 2015   | 2008 du Séville FC                      |
| 21                    | Adriano              | Arrière droit et gauche/ailier droit et gauche | 26 octobre 1984   | Brésil               | 30 juin 2014   | 2010 du Séville FC                      |
| 5                     | Carles Puyol         | Défenseur central/arrière droit ou gauche      | 13 avril 1978     | Espagne              | 30 juin 2013   | Formé au club                           |
| 3                     | Gerard Piqué         | Défenseur central                              | 2 février 1987    | Espagne              | 30 juin 2015   | 2008 de Manchester United Formé au club |
| 22                    | Éric Abidal          | Arrière gauche/défenseur central               | 11 juillet 1979   | France               | 30 juin 2013   | 2007 de Olympique lyonnais              |
| 24                    | Andreu Fontàs        | Défenseur central/arrière gauche               | 14 novembre 1989  | Espagne              | 30 juin 2015   | Formé au club                           |
| Milieux de terrain    |                      |                                                |                   |                      |                |                                         |
| 15                    | Seydou Keita         | Milieu relayeur/milieu défensif                | 16 janvier 1980   | Mali                 | 30 juin 2014   | 2008 du Séville FC                      |
| 16                    | Sergio Busquets      | Milieu défensif/défenseur central              | 16 juillet 1988   | Espagne              | 30 juin 2015   | Formé au club                           |
| 14                    | Javier Mascherano    | Milieu défensif/défenseur central              | 8 juin 1984       | Argentine            | 30 juin 2014   | 2010 de Liverpool                       |
| 6                     | Xavi Hernández       | Milieu relayeur                                | 25 janvier 1980   | Espagne              | 30 juin 2014   | Formé au club                           |
| 8                     | Andrés Iniesta       | Milieu relayeur                                | 11 mai 1984       | Espagne              | 30 juin 2015   | Formé au club                           |
| 4                     | Cesc Fàbregas        | Milieu                                         | 4 mai 1987        | Espagne              | 30 juin 2016   | 2011 de Arsenal Formé au club           |
| 11                    | Thiago Alcántara     | Milieu offensif                                | 11 avril 1991     | Espagne              | 30 juin 2015   | Formé au club                           |
| 20                    | Ibrahim Afellay      | Milieu offensif/ailier                         | 2 avril 1986      | Pays-Bas             | 30 juin 2015   | Janvier 2011 du PSV Eindhoven           |
| Attaquants            |                      |                                                |                   |                      |                |                                         |
| 17                    | Pedro Rodríguez      | Ailier                                         | 28 juillet 1987   | Espagne              | 30 juin 2016   | Formé au club                           |
| 10                    | Lionel Messi         | Avant centre/ailier/milieu offensif            | 24 juin 1987      | Argentine            | 30 juin 2016   | Formé au club                           |
| 7                     | David Villa          | Avant-centre/ailier                            | 3 décembre 1981   | Espagne              | 30 juin 2014   | 2010 de Valence CF                      |
| 23                    | Isaac Cuenca         | Attaquant/ailier                               | 27 avril 1991     | Espagne              | 30 juin 2015   | Formé au club                           |
| 9                     | Alexis Sánchez       | Avant-centre/ailier/milieu offensif            | 19 décembre 1988  | Chili                | 30 juin 2016   | 2011 de Udinese                         |
| Encadrement technique |                      |                                                |                   |                      |                |                                         |
|                       | Josep Guardiola      | Entraîneur                                     | 18 janvier 1971   | Espagne              | 30 juin 2012   | 2008                                    |
|                       | Tito Vilanova        | Entraîneur adjoint                             | 17 septembre 1968 | Espagne              | 30 juin 2012   | 2008                                    |
|                       | Juan Carlos Unzué    | Entraîneur des gardiens                        | 22 avril 1967     | Espagne              |                | 2011                                    |
|                       | Lorenzo Buenaventura | Préparateur physique                           |                   | Espagne              |                |                                         |
|                       | Andoni Zubizarreta   | Directeur sportif                              | 23 octobre 1961   | Espagne              |                | 2010                                    |

Joueurs réserves en provenance du FC Barcelone B :
| N° | Nom                 | Poste             | Naissance       | Nationalité sportive |
| 25 | Rubén Miño          | Gardien de but    | 18 janvier 1989 | Espagne              |
| 32 | Marc Bartra         | Défenseur         | 11 avril 1991   | Espagne              |
| 35 | Marc Muniesa        | Défenseur central | 27 mars 1992    | Espagne              |
| 35 | Martín Montoya      | Arriére droit     | 14 avril 1991   | Espagne              |
| 26 | Jonathan dos Santos | Milieu            | 26 avril 1990   | Mexique              |
| 30 | Sergi Roberto       | Milieu            | 7 février 1992  | Espagne              |
| 34 | Rafael Alcántara    | Milieu            | 12 février 1993 | Espagne              |
| 38 | Kiko Femenía        | Ailier droit      | 2 février 1991  |                      |
| 27 | Gerard Deulofeu     | Attaquant         | 13 mars 1994    | Espagne              |
| 37 | Cristian Tello      | Attaquant         | 11 août 1991    | Espagne              |

### Buteurs toutes compétitions confondues
(à jour après le match Athletic Bilbao 0-3 FC Barcelone, le 25 mai 2012)
- 73 buts : Messi
- 15 buts : Fàbregas
- 14 buts : Xavi et Alexis
- 13 buts : Pedro
- 9 buts : Villa
- 8 buts : Iniesta
- 7 buts : Tello
- 5 buts : Puyol
- 4 buts : Cuenca et Thiago et Keita
- 3 buts : Adriano et Dani Alves
- 2 buts : Roberto, Piqué et Busquets
- 1 but : Abidal, Maxwell et Montoya
- c.s.c : Gonzalez (Osasuna), Van Bommel (AC Milan), Miranda (Atletico Madrid), Aleksandr Volodzko (BATE Borisov) et Roberto Correa (Rayo Vallecano)

### Buteurs en Ligue des Champions
(à jour après le match FC Barcelone 2-2 Chelsea, le 24 avril 2012)
- 14 buts : Messi
- 4 buts : Pedro
- 3 buts : Villa et Iniesta
- 2 buts : Alexis et Tello
- 1 but : Xavi, Fàbregas, Roberto, Montoya et Busquets
- c.s.c : Aleksandr Volodzko (BATE Borisov) et Van Bommel (AC Milan)

### Buteurs en Supercoupe de l'UEFA
- 1 but : Messi et Fàbregas

### Buteurs en Supercoupe d'Espagne
- 3 buts : Messi
- 1 but : Villa et Iniesta

### Buteurs en Coupe du monde des clubs
(à jour après le match Santos 0-4 FC Barcelone, le 18 décembre 2011)
- 2 buts : Messi et Adriano
- 1 but : Fàbregas, Xavi, Keita et Maxwell

### Buteurs en Coupe du Roi
(à jour après le match Athletic Bilbao 0-3 FC Barcelone, le 25 mai 2012)
- 4 buts : Pedro
- 3 buts : Messi et Fàbregas
- 2 buts : Iniesta, Thiago, Tello, Cuenca, Puyol et Xavi
- 1 but : Abidal, Roberto, Alexis et Dani Alves

### Buteurs en Championnat d'Espagne
(à jour après le match Betis Séville 2-2 FC Barcelone, le 12 mai 2012)
- 50 buts : Messi
- 11 buts : Alexis
- 10 buts : Xavi
- 5 buts : Fàbregas
- 5 buts : Villa et Pedro
- 3 buts : Tello, Puyol et Keita
- 2 buts : Dani Alves, Piqué, Cuenca, Iniesta et Thiago
- 1 but : Adriano et Busquets
- c.s.c : Gonzalez (Osasuna), Miranda (Atletico Madrid) et Roberto Correa (Rayo Vallecano)

## Résultats

### Parcours enLigue des champions

#### Phase de poule
| Date       | J.      | Adversaire        | Lieu     | Score | Buteurs                                              |
| ---------- | ------- | ----------------- | -------- | ----- | ---------------------------------------------------- |
| 13/9/2011  | Match 1 | AC Milan          | Camp Nou | 2-2   | Pedro 36e Villa 50e                                  |
| 28/9/2011  | Match 2 | FC BATE Borisov   | Minsk    | 0-5   | Volodzko 19e (csc) Pedro 22e Messi 38e 55e Villa 90e |
| 19/10/2011 | Match 3 | FC Viktoria Plzeň | Camp Nou | 2-0   | Iniesta 10e Villa 82e                                |
| 1/11/2011  | Match 4 | FC Viktoria Plzeň | Plzeň    | 0-4   | Messi 24e (pen.) 45+2e 90+2e Fàbregas 72e            |
| 23/11/2011 | Match 5 | AC Milan          | San Siro | 2-3   | Van Bommel 14e (csc) Messi 31e (pen.) Xavi 63e       |
| 6/12/2011  | Match 6 | FC BATE Borisov   | Camp Nou | 4-0   | Roberto 35e Montoya 60e Pedro 63e 88e (pen.)         |

| Rang | Équipe         | Pts | J | G | N | P | Bp | Bc | Diff |  | Résultats (▼ dom., ► ext.) |     |     |     |     |
| ---- | -------------- | --- | - | - | - | - | -- | -- | ---- |  | -------------------------- | --- | --- | --- | --- |
| 1    | FC Barcelone   | 16  | 6 | 5 | 1 | 0 | 20 | 4  | +16  |  | FC Barcelone               |     | 2-2 | 2-0 | 4-0 |
| 2    | Milan AC       | 9   | 6 | 2 | 3 | 1 | 11 | 8  | +3   |  | Milan AC                   | 2-3 |     | 2-0 | 2-0 |
| 3    | Viktoria Plzeň | 5   | 6 | 1 | 2 | 3 | 4  | 11 | -7   |  | Viktoria Plzeň             | 0-4 | 2-2 |     | 1-1 |
| 4    | BATE Borissov  | 2   | 6 | 0 | 2 | 4 | 2  | 14 | -12  |  | BATE Borissov              | 0-5 | 1-1 | 0-1 |     |

#### Huitièmes de finaleLigue des champions
| Date       | J.     | Adversaire       | Lieu     | Score | Buteurs                                 |
| ---------- | ------ | ---------------- | -------- | ----- | --------------------------------------- |
| 14/02/2012 | Aller  | Bayer Leverkusen | BayArena | 1-3   | Alexis 41e 55e Messi 89e                |
| 07/03/2012 | Retour | Bayer Leverkusen | Camp Nou | 7-1   | Messi 25e 42e 49e 58e 84e Tello 55e 62e |

#### Quarts de finaleLigue des champions
| Date       | J.     | Adversaire | Lieu     | Score | Buteurs                                 |
| ---------- | ------ | ---------- | -------- | ----- | --------------------------------------- |
| 28/03/2012 | Aller  | AC Milan   | San Siro | 0-0   |                                         |
| 03/04/2012 | Retour | AC Milan   | Camp Nou | 3-1   | Messi 11e (pen.) 41e (pen.) Iniesta 53e |

#### Demi-finaleLigue des champions
| Date       | J.     | Adversaire | Lieu            | Score | Buteurs                  |
| ---------- | ------ | ---------- | --------------- | ----- | ------------------------ |
| 18/04/2012 | Aller  | Chelsea    | Stamford Bridge | 1-0   |                          |
| 24/04/2012 | Retour | Chelsea    | Camp Nou        | 2-2   | Busquets 35e Iniesta 43e |

### Parcours enSupercoupe de l'UEFA
| Date       | Adversaire | Lieu                   | Score | Buteurs                |
| ---------- | ---------- | ---------------------- | ----- | ---------------------- |
| 26/08/2011 | FC Porto   | Stade Louis-II, Monaco | 2-0   | Messi 39e Fàbregas 88e |

| Supercoupe de l'UEFA Vainqueur 2011 |
| ----------------------------------- |
| FC Barcelone 4e Titre               |

### Parcours enSupercoupe d'Espagne
| Date       | J.     | Adversaire  | Lieu                      | Score | Buteurs                   |
| ---------- | ------ | ----------- | ------------------------- | ----- | ------------------------- |
| 14/08/2011 | Aller  | Real Madrid | Santiago Bernabéu, Madrid | 2-2   | Villa 35e Messi 45e       |
| 17/08/2011 | Retour | Real Madrid | Camp Nou, Barcelone       | 3-2   | Iniesta 15e Messi 45e 88e |

| Supercoupe d'Espagne Vainqueur 2011 |
| ----------------------------------- |
| FC Barcelone 10e Titre              |

### Trophée Joan Gamper
| Date       | Adversaire | Lieu                | Score | Buteurs                                        |
| ---------- | ---------- | ------------------- | ----- | ---------------------------------------------- |
| 22/08/2011 | SSC Naples | Camp Nou, Barcelone | 5-0   | Fàbregas 26e Keita 31e Pedro 62e Messi 66e 77e |

### Parcours à laCoupe du monde des clubs
| Date       | Tour        | Adversaire   | Lieu                          | Score | Buteurs                               |
| ---------- | ----------- | ------------ | ----------------------------- | ----- | ------------------------------------- |
| 15/12/2011 | Demi-finale | Al-Sadd Club | Stade Nissan, Yokohama, Japon | 4-0   | Adriano 25e 43e Keita 64e Maxwell 81e |
| 18/12/2011 | Finale      | Santos FC    | Stade Nissan, Yokohama, Japon | 0-4   | Messi 17e 82e, Xavi 24e, Fàbregas 45e |

| Coupe du monde des clubs Vainqueur 2011 |
| --------------------------------------- |
| FC Barcelone 2e Titre                   |

### Parcours enCoupe du Roi
| Date       | Tour                        | Adversaire        | Lieu                                                 | Score | Buteurs                                                                                  |
| ---------- | --------------------------- | ----------------- | ---------------------------------------------------- | ----- | ---------------------------------------------------------------------------------------- |
| 09/11/2011 | Seizième de finale (aller)  | C.E. L'Hospitalet | Estadi de la Feixa Llarga, L'Hospitalet de Llobregat | 0-1   | Iniesta 43e                                                                              |
| 22/12/2011 | Seizième de finale (retour) | C.E. L'Hospitalet | Camp Nou, Barcelone                                  | 9-0   | Pedro 11e (pen.) Iniesta 20e Thiago 23e 54e (pen.) Xavi 36e Tello 43e 64e Cuenca 49e 80e |
| 04/01/2012 | Huitième de finale (aller)  | Osasuna           | Camp Nou, Barcelone                                  | 4-0   | Fàbregas 14e 19e Messi 73e 90+1e                                                         |
| 12/01/2012 | Huitième de finale (retour) | Osasuna           | Reyno de Navarra, Pampelune                          | 1-2   | Alexis 49e Roberto 72e                                                                   |
| 18/01/2012 | Quart de finale (aller)     | Real Madrid       | Santiago Bernabéu, Madrid                            | 1-2   | Puyol 49e Abidal 79e                                                                     |
| 25/01/2012 | Quart de finale (retour)    | Real Madrid       | Camp Nou, Barcelone                                  | 2-2   | Pedro 43e Dani Alves 45+3e                                                               |
| 01/02/2012 | Demi-finale (aller)         | Valence CF        | Mestalla, Valence                                    | 1-1   | Puyol 35e                                                                                |
| 08/02/2012 | Demi-finale (retour)        | Valence CF        | Camp Nou, Barcelone                                  | 2-0   | Fàbregas 16e Xavi 81e                                                                    |
| 25/05/2012 | Finale                      | Athletic Bilbao   | Stade Vicente Calderón, Madrid                       | 0-3   | Pedro 3e 25e Messi 20e                                                                   |

| Copa del Rey Vainqueur 2011-2012 |
| -------------------------------- |
| FC Barcelone 26e Titre           |

### Parcours enChampionnat d'Espagne
| Date       | J.  | Adversaire       | Lieu                                           | Score | Buteurs                                                                 |
| ---------- | --- | ---------------- | ---------------------------------------------- | ----- | ----------------------------------------------------------------------- |
| 29/08/2011 | 1re | Villarreal CF    | Camp Nou, Barcelone                            | 5-0   | Thiago 25e Fàbregas 45e Alexis 47e Messi 52e 74e                        |
| 10/09/2011 | 2e  | Real Sociedad    | Stade d'Anoeta, Saint-Sébastien (Espagne)      | 2-2   | Xavi 10e Fàbregas 11e                                                   |
| 17/09/2011 | 3e  | Osasuna          | Camp Nou, Barcelone                            | 8-0   | Messi 4e 40e 78e Fàbregas 12e Villa 33e 75e Gonzalez 39e (csc) Xavi 56e |
| 21/09/2011 | 4e  | Valence CF       | Mestalla, Valence                              | 2-2   | Pedro 14e Fàbregas 77e                                                  |
| 24/09/2011 | 5e  | Atlético Madrid  | Camp Nou, Barcelone                            | 5-0   | Villa 9e Miranda 15e (csc) Messi 26e 78e 90+1e                          |
| 02/10/2011 | 6e  | Sporting Gijon   | El Molinón, Gijón                              | 0-1   | Adriano 12e                                                             |
| 15/10/2011 | 7e  | Racing Santander | Camp Nou, Barcelone                            | 3-0   | Messi 11e 68e Xavi 28e                                                  |
| 22/10/2011 | 8e  | Séville FC       | Camp Nou, Barcelone                            | 0-0   |                                                                         |
| 25/10/2011 | 9e  | Grenade CF       | Nuevo Los Cármenes, Grenade                    | 0-1   | Xavi 33e                                                                |
| 29/10/2011 | 10e | RCD Majorque     | Camp Nou, Barcelone                            | 5-0   | Messi 13e (pen.) 22e 30e Cuenca 50e Dani Alves 90+1e                    |
| 06/11/2011 | 11e | Athletic Bilbao  | Stade San Mamés, Bilbao                        | 2-2   | Fàbregas 24e Messi 90e                                                  |
| 19/11/2011 | 12e | Real Saragosse   | Camp Nou, Barcelone                            | 4-0   | Piqué 18e Messi 43e Puyol 54e Villa 75e                                 |
| 27/11/2011 | 13e | Getafe CF        | Coliseum Alfonso Pérez, Getafe                 | 1-0   |                                                                         |
| 29/11/2011 | 14e | Rayo Vallecano   | Camp Nou, Barcelone                            | 4-0   | Alexis 29e 41e Villa 43e Messi 50e                                      |
| 03/12/2011 | 15e | Levante UD       | Camp Nou, Barcelone                            | 5-0   | Fàbregas 3e 32e Cuenca 36e Messi 54e Alexis 60e                         |
| 10/12/2011 | 16e | Real Madrid      | Stade Santiago Bernabéu, Madrid                | 1-3   | Alexis 29e Xavi 52e Fàbregas 65e                                        |
| 07/01/2012 | 17e | RCD Espanyol     | Estadi Cornellà-El Prat, Cornellà de Llobregat | 1-1   | Fàbregas 16e                                                            |
| 15/01/2012 | 18e | Betis Seville    | Camp Nou, Barcelone                            | 4-2   | Xavi 10e Messi 12e 86e (pen.) Alexis 75e                                |
| 22/01/2012 | 19e | Malaga CF        | Stade La Rosaleda, Malaga                      | 1-4   | Messi 33e 51e 81e Alexis 48e                                            |
| 28/01/2012 | 20e | Villarreal       | El Madrigal, Vila-real                         | 0-0   |                                                                         |
| 04/02/2012 | 21e | Real Sociedad    | Camp Nou, Barcelone                            | 2-1   | Tello 9e Messi 72e                                                      |
| 11/02/2012 | 22e | Osasuna          | Reyno de Navarra, Pampelune                    | 3-2   | Alexis 51e Tello 73e                                                    |
| 19/02/2012 | 23e | Valence CF       | Camp Nou, Barcelone                            | 5-1   | Messi 22e 27e 76e 85e Xavi 90+1e                                        |
| 26/02/2012 | 24e | Atlético Madrid  | Stade Vicente Calderón, Madrid                 | 1-2   | Dani Alves 36e Messi 81e                                                |
| 03/03/2012 | 25e | Sporting Gijon   | Camp Nou, Barcelone                            | 3-1   | Iniesta 42e Keita 79e Xavi 88e                                          |
| 11/03/2012 | 26e | Racing Santander | Campos de Sport de El Sardinero, Santander     | 0-2   | Messi 29e 56e (pen.)                                                    |
| 17/03/2012 | 27e | Séville FC       | Sanchez Pizjuan, Séville                       | 0-2   | Xavi 18e Messi 25e                                                      |
| 20/03/2012 | 28e | Grenade CF       | Camp Nou, Barcelone                            | 5-3   | Xavi 4e Messi 17e 67e 86e Tello 82e                                     |
| 24/03/2012 | 29e | RCD Majorque     | Ono Estadi, Majorque                           | 0-2   | Messi 25e Piqué 79e                                                     |
| 31/03/2012 | 30e | Athletic Bilbao  | Camp Nou, Barcelone                            | 2-0   | Iniesta 40e Messi 58e (pen.)                                            |
| 07/04/2012 | 31e | Real Saragosse   | La Romareda, Saragosse                         | 1-4   | Puyol 36e Messi 39e 86e (pen.) Pedro 90e                                |
| 10/04/2012 | 32e | Getafe CF        | Camp Nou, Barcelone                            | 4-0   | Alexis 13e 73e Messi 44e Pedro 75e                                      |
| 14/04/2012 | 33e | Levante UD       | Stade Ciutat de València, Levante              | 1-2   | Messi 64e 72e (pen.)                                                    |
| 21/04/2012 | 34e | Real Madrid      | Camp Nou, Barcelone                            | 1-2   | Alexis 70e                                                              |
| 29/04/2012 | 35e | Rayo Vallecano   | Stade Teresa Rivero, Madrid                    | 0-7   | Messi 16e 90e Correa 26e (csc) Keita 38e Pedro 47e 87e Thiago 77e       |
| 02/05/2012 | 36e | Malaga CF        | Camp Nou, Barcelone                            | 4-1   | Puyol 13e Messi 35e (pen.) 59e (pen.) 64e                               |
| 05/05/2012 | 37e | RCD Espanyol     | Camp Nou, Barcelone                            | 4-0   | Messi 12e 74e 64e (pen.) 79e (pen.)                                     |
| 12/05/2012 | 38e | Betis Séville    | Stade Benito Villamarín, Séville               | 2-2   | Busquets 9e Keita 90e                                                   |

#### Classement
Le classement est établi sur le barème de points classique (victoire à 3 points, match nul à 1, défaite à 0).
mis à jour le 27 mai 2012
| Rang | Équipe                   | Pts | J  | G  | N  | P  | Bp  | Bc | Diff |
| ---- | ------------------------ | --- | -- | -- | -- | -- | --- | -- | ---- |
| 1    | Real Madrid              | 100 | 38 | 32 | 4  | 2  | 121 | 32 | +89  |
| 2    | FC Barcelone T S SU MC C | 91  | 38 | 28 | 7  | 3  | 114 | 29 | +85  |
| 3    | Valence CF               | 61  | 38 | 17 | 10 | 11 | 59  | 44 | +15  |
| 4    | Málaga CF                | 58  | 38 | 17 | 7  | 14 | 54  | 53 | +1   |
| 5    | Atlético Madrid C3       | 56  | 38 | 15 | 11 | 12 | 53  | 46 | +7   |
| 6    | Levante UD               | 55  | 38 | 16 | 7  | 15 | 54  | 50 | +4   |
| 7    | Osasuna Pampelune        | 54  | 38 | 13 | 15 | 10 | 44  | 61 | -17  |
| 8    | RCD Majorque             | 52  | 38 | 14 | 10 | 14 | 42  | 46 | -4   |
| 9    | Séville FC               | 50  | 38 | 13 | 11 | 14 | 48  | 47 | +1   |
| 10   | Athletic Bilbao          | 49  | 38 | 12 | 13 | 13 | 49  | 52 | -3   |
| 11   | Getafe CF                | 47  | 38 | 12 | 11 | 15 | 40  | 51 | -11  |
| 12   | Real Sociedad            | 47  | 38 | 12 | 11 | 15 | 46  | 52 | -6   |
| 13   | Bétis Séville P          | 47  | 38 | 13 | 8  | 17 | 47  | 56 | -9   |
| 14   | Espanyol Barcelone       | 46  | 38 | 12 | 10 | 16 | 46  | 56 | -10  |
| 15   | Rayo Vallecano P         | 43  | 38 | 13 | 4  | 21 | 53  | 73 | -20  |
| 16   | Real Saragosse           | 43  | 38 | 12 | 7  | 19 | 36  | 61 | -25  |
| 17   | Grenade CF P             | 42  | 38 | 12 | 6  | 20 | 35  | 56 | -21  |
| 18   | Villarreal CF            | 41  | 38 | 9  | 14 | 15 | 39  | 53 | -14  |
| 19   | Sporting Gijón           | 37  | 38 | 10 | 7  | 21 | 42  | 69 | -27  |
| 20   | Racing Santander         | 27  | 38 | 4  | 15 | 19 | 28  | 63 | -35  |

Qualifications européennes
Ligue des champions 2012-2013
- 1er 2e et 3e : phase de groupes
- 4e : tour de barrages pour non-champions

Ligue Europa 2012-2013
- C3  : phase de groupes
- 6e  : tour de barrages
- Finaliste C : 3e tour de qualification

Relégation
- 18e, 19e et 20e : relégation en Liga Adelante

Abréviations
T : Tenant du titre

P : Promus de Liga Adelante

S : Vainqueur de la Supercoupe d'Espagne 2011 2011

SU : Vainqueur de la Supercoupe de l'UEFA 2011

MC : Vainqueur du Mondial des clubs 2011

C : Vainqueur de la Coupe du Roi 2011-2012

C3 : Vainqueur de la Ligue Europa 2011-2012

## Affluence
L'affluence moyenne au Camp Nou pendant la saison 2011-2012 est de 74 582 spectateurs.